# Facciata di Santa Maria del Fiore

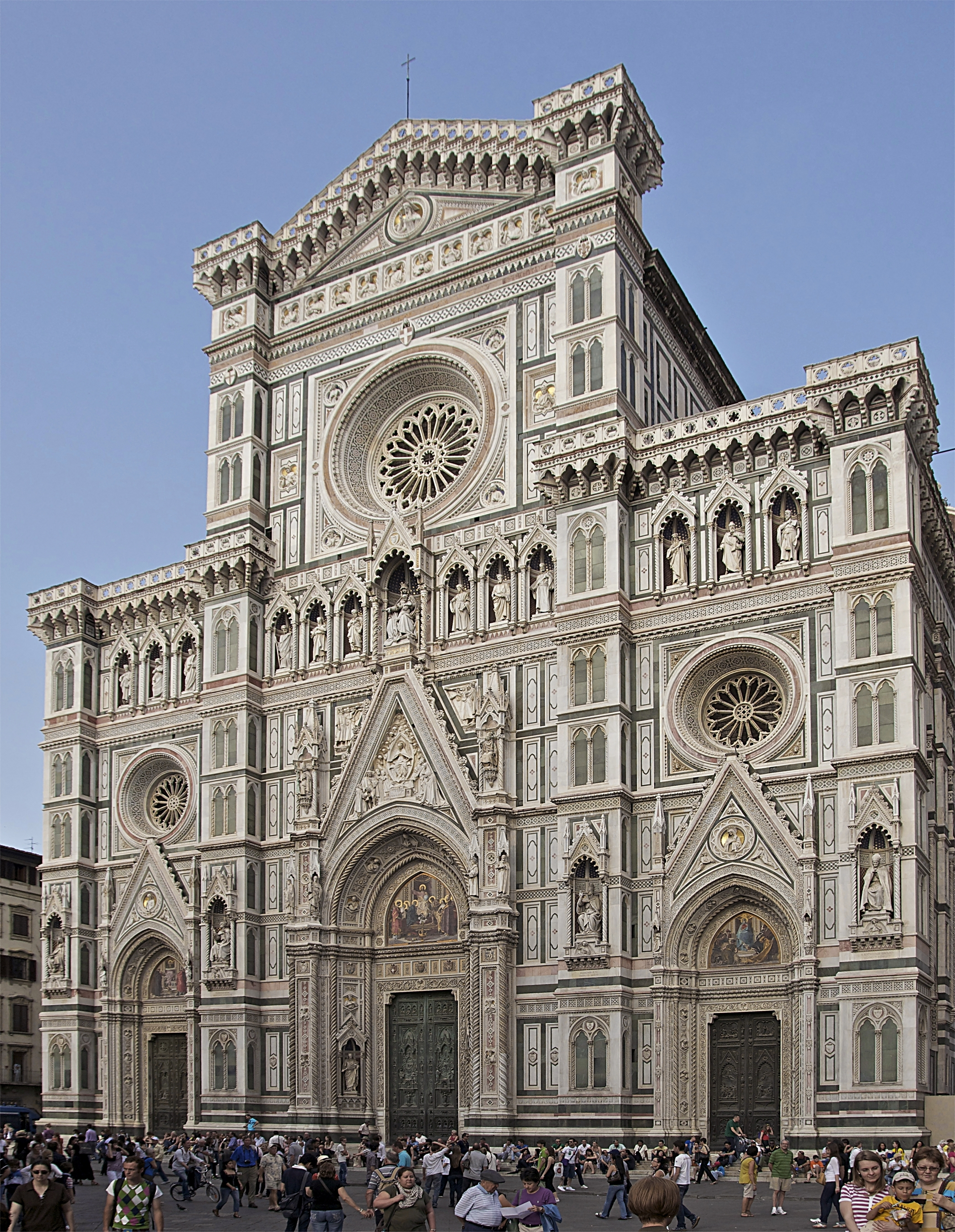
Facciata di Santa Maria del Fiore

La facciata di Santa Maria del Fiore fu uno degli elementi più tormentati nella storia della costruzione della cattedrale fiorentina. Avviata al tempo di Arnolfo di Cambio e decorata, fino al Quattrocento, da importanti lavori scultorei, venne demolita nel 1587 e, nonostante i numerosi progetti, mai rifatta fino all'Ottocento, quando fu messo in opera il progetto di Emilio De Fabris, che si vede ancora oggi. Oggetto di polemiche mai sopite, l'opera è un importante esempio di stile neogotico in Italia.

## La facciata "di Arnolfo"

### Storia

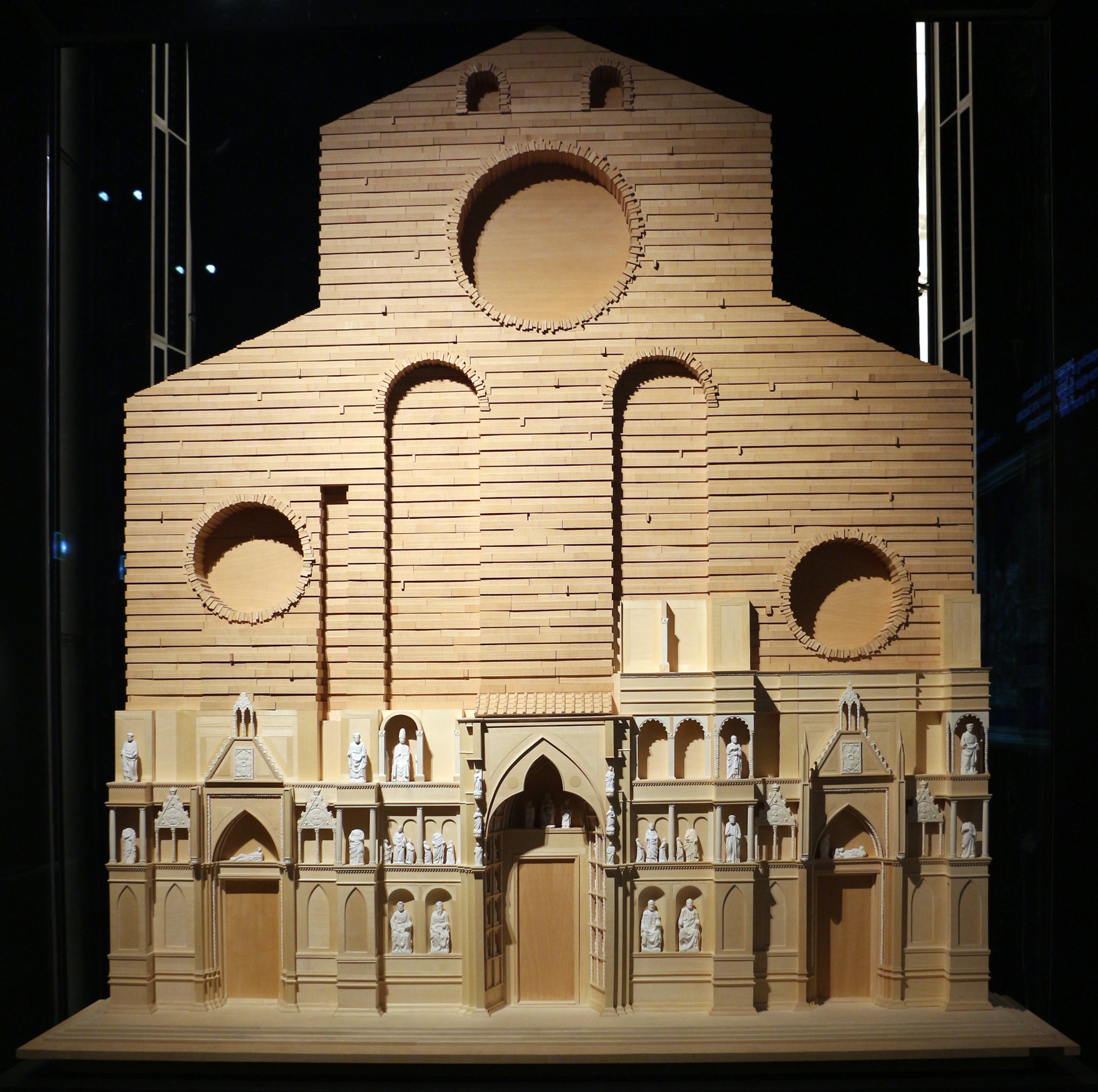
Ricostruzione dell'antica facciata della chiesa, secondo un ipotetico progetto di Arnolfo di Cambio

Non esistono documenti esatti che facciano risalire ad Arnolfo il disegno della prima facciata, sebbene gli scavi abbiano confermato che le fondazioni nella zona centrale della facciata possano risalire alla fase più antica dell'edificazione, quella duecentesca. L'inconsueto avvio della nuova costruzione dal fronte fu dovuto alla particolare necessità di avere disponibile, fin dall'inizio, un ambiente che, con la vetusta chiesa di Santa Reparata, potesse continuare ad essere usato per gli svolgimenti liturgici.
A tutt'oggi non vi è unanimità sull'esistenza di un progetto arnolfiano esteso all'intera larghezza della facciata, seppure portato avanti dai suoi successori fino a un'altezza di circa dieci metri, poco oltre i portali. La decisione del Governo del Comune di Firenze di esentare Arnolfo dal pagamento di tributi per sé e per i suoi rimane un forte indizio dell'apprezzamento per i primi lavori per la nuova cattedrale: Magnifico et visibili principio. Poiché onori del genere erano tutt'altro che consueti nell'oculata amministrazione cittadina, è logico pensare che si trattasse di costruzioni davvero impressionanti, per quanto solo abbozzate. Le recenti indagini condotte sulle fondazioni della facciata tuttavia suggeriscono l'esistenza di una consistente fase trecentesca attribuibile alla direzione di Giotto. Dell'aspetto di questa facciata restano alcune memorie iconografiche, tra cui una Madonna della Misericordia del 1342 alla Loggia del Bigallo, un affresco quattrocentesco e staccato nel Museo di Santa Croce, una miniatura con Storie di san Zanobi del 1335, e infine un disegno dettagliato di Bernardino Poccetti, eseguito prima della demolizione, da cui lo stesso autore trasse lo sfondo di una lunetta ad affresco per il chiostro di Sant'Antonino nel convento di San Marco e dal quale trasse una copia anche Alessandro Nani nel XVII secolo.

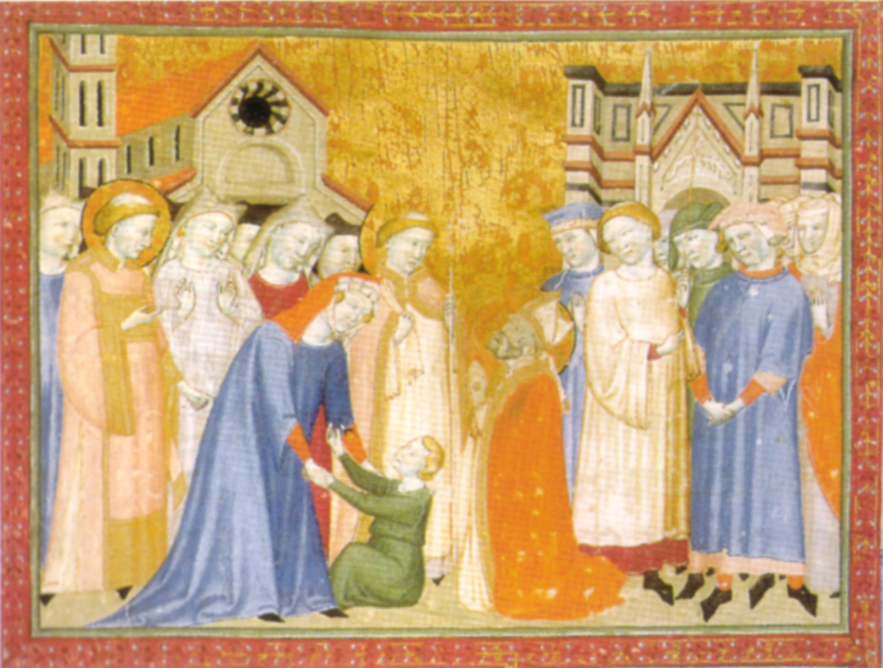
La miniatura del 1335
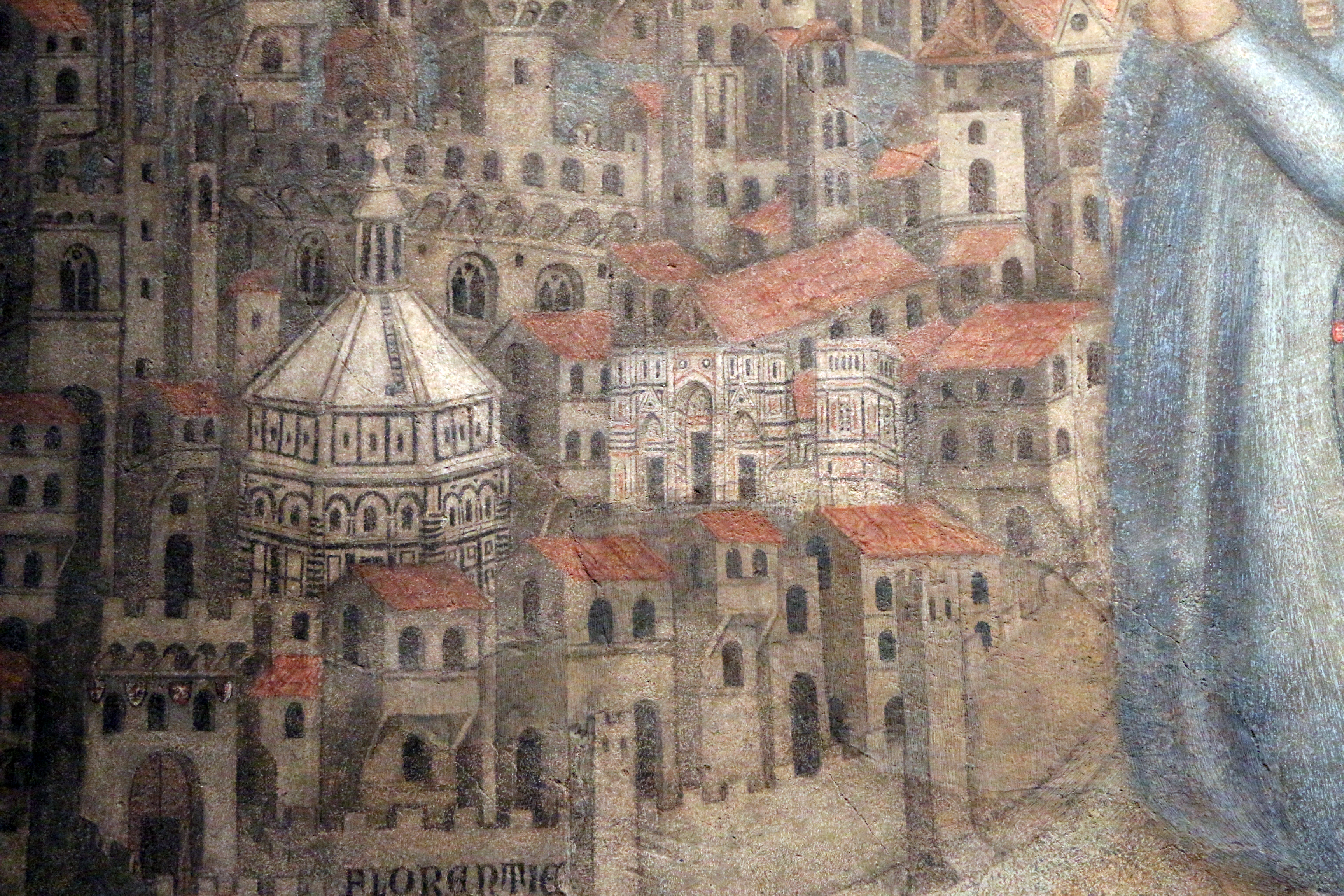
La veduta di Firenze nella Madonna della Misericordia del Museo del Bigallo
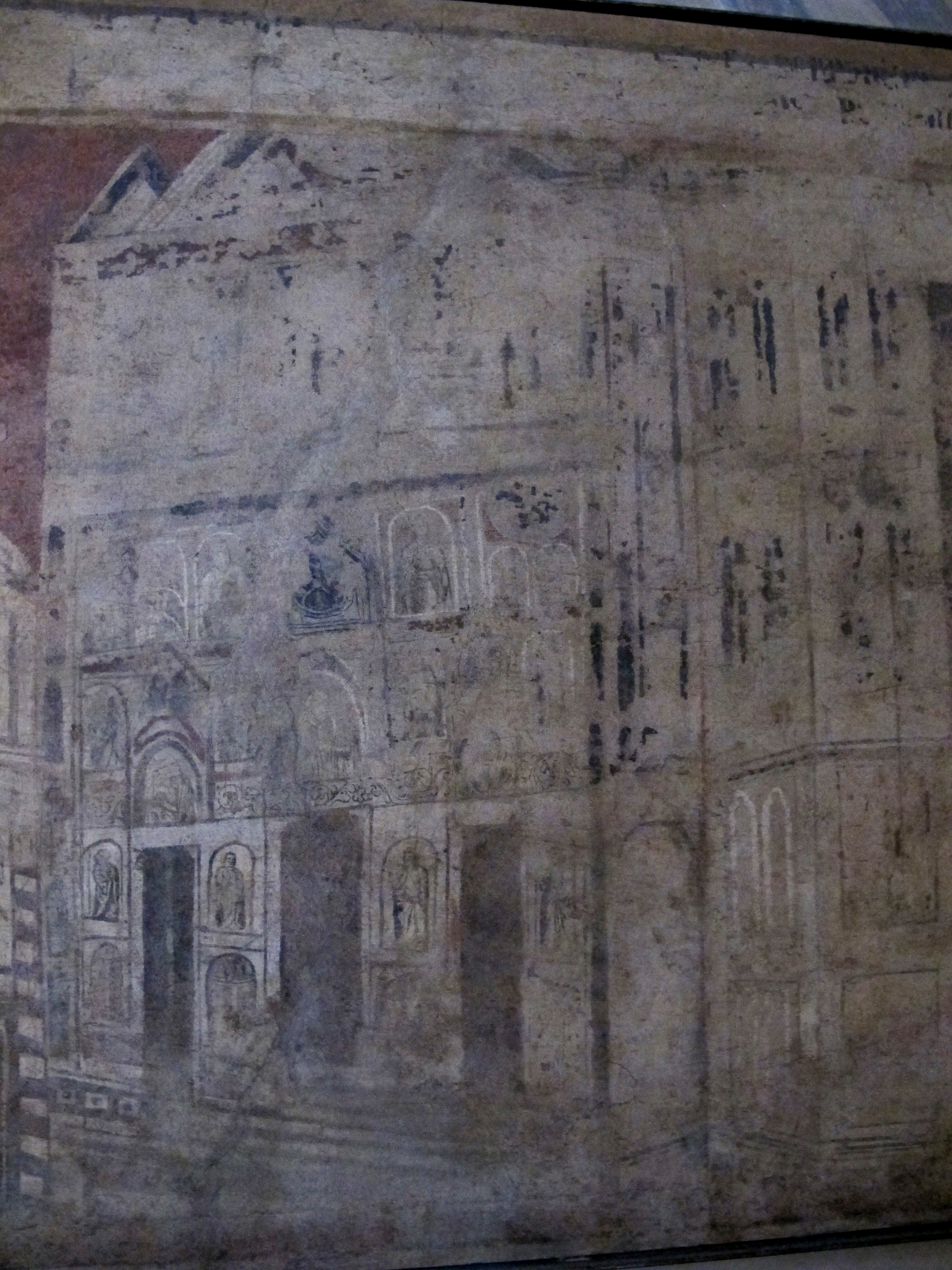
Scuola fiorentina, Veduta di piazza del Duomo a Firenze (dettaglio), XV secolo
La lunetta di Bernardino Poccetti
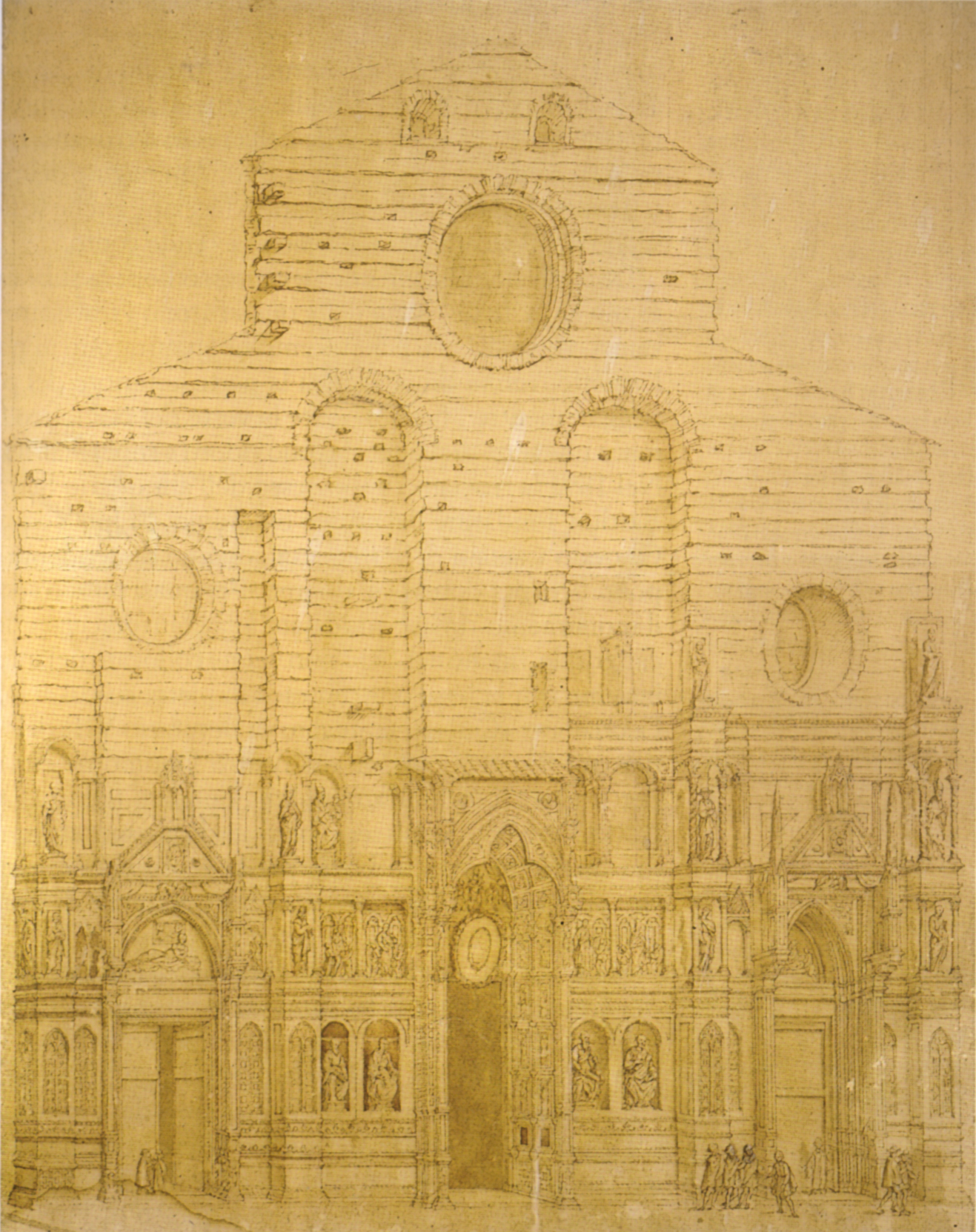
Disegno di Bernardino Poccetti
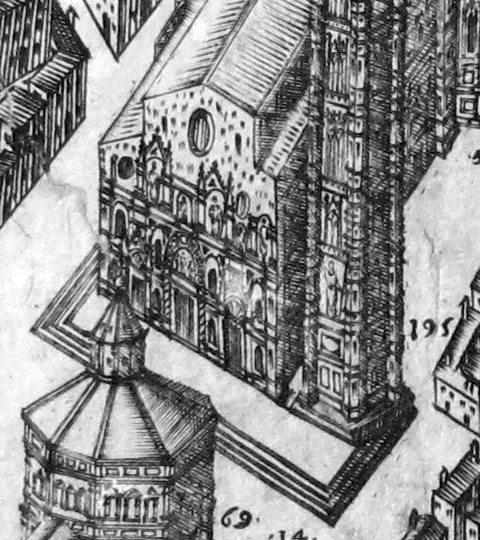
La facciata nella pianta del Buonsignori

### La decorazione scultorea

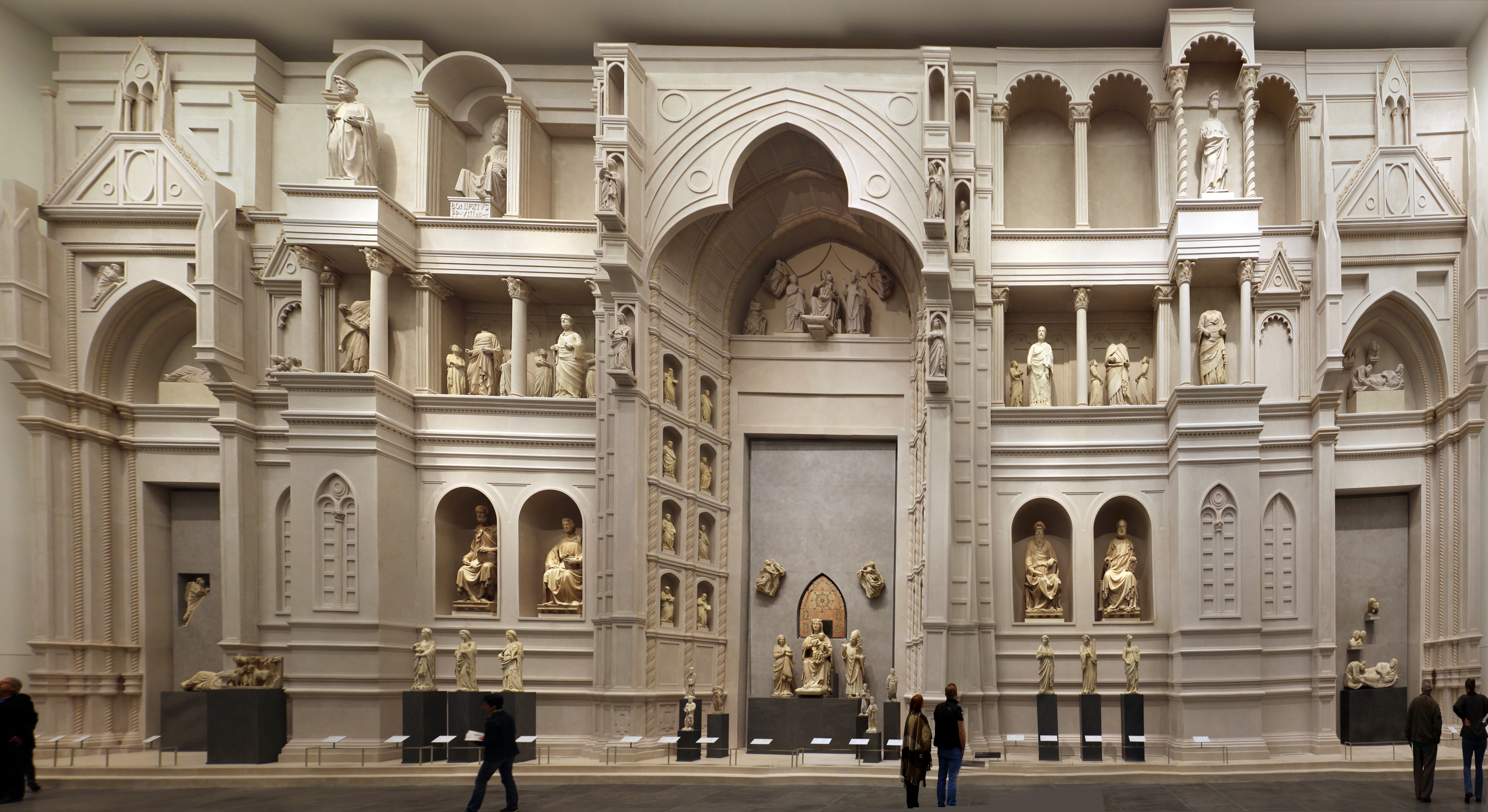
Ricostruzione della facciata arnolfiana nel Museo dell'Opera del Duomo di Firenze

Da queste tracce si ricostruisce come il colore fosse una nota dominante della facciata, adorna di marmi colorati, mosaici cosmateschi, tabernacoli e nicchioni in cui la luce produceva effetti chiaroscurali, e una grande profusione di statue. L'andamento verticale, tipicamente gotico, era stato attutito da Arnolfo in forme più classiche e posate, predisponendo partiture orizzontali dal ritmo lento e scandito, che limita l'impatto anche di elementi tipicamente nordici come gli archi a sesto acuto.
Le decorazioni scultoree sono oggi in larga parte conservate ed esposte nel Museo dell'Opera del Duomo. La fascia basamentale con i gruppi scultorei delle lunette dei portali sono attribuiti senza alcuna discussione all'opera di Arnolfo. Secondo la ricostruzione proposta nel 2005, in occasione di una esibizione temporanea all'Opera del Duomo, da Erica Neri e Silvia Moretti, la facciata sarebbe stata caratterizzata nei livelli portati a termine da grandi protiri pensili sovrastanti i tre portali, seguiti da un registro di bifore cuspidate, che simulavano una galleria aperta; mosaici in stile cosmatesco, una novità per Firenze, ma una costante dell'opera arnolfiana, che a Roma era stato in contatto con le famiglie dei marmorari romani, adornavano lo zoccolo basamentale tra i portali con fasce di false finestre (ritrovate in parte nel 1970 rimuovendo alcuni lastroni utilizzati per il pavimento).

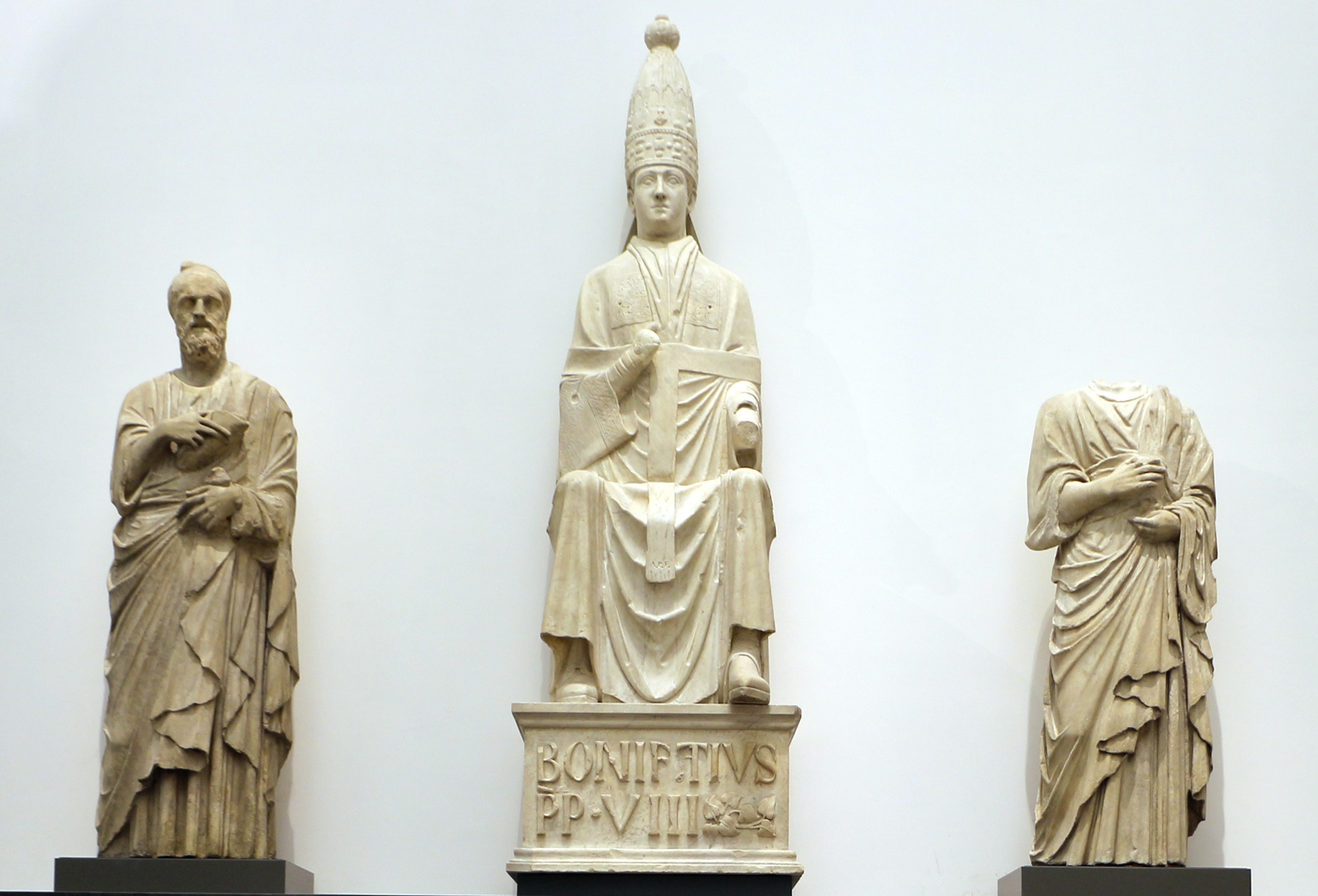
Statua di Bonifacio VIII e Due profeti

Assente dal disegno del Poccetti è invece la statua di Bonifacio VIII di Arnolfo e aiuti, sicuramente proveniente dalla facciata e oggi nel museo; un tempo era affiancata da un diacono e un assistente che oggi, pur senza testa, si trovano in una collezione privata fiorentina. Due Profeti nell'Opera del Duomo, databili al 1310 circa, provengono dai contrafforti centrali o da quelli del portale sinistro e sono della bottega di Arnolfo; rinvenute negli Orti Oricellari mostrano evidenti debiti classici, come dimostra quello in migliori condizioni che ricorda un Prigioniero dace dell'Arco di Costantino.
Le tre lunette dei portali contenevano un ciclo scultoreo dedicato a Maria, titolare dell'edificio: a sinistra la Madonna della Natività, al centro la Madonna in trono e santi e a destra la Dormitio Virginis, cioè il Compianto sulla Vergine nel momento della morte, raffigurata nell'atto di addormentarsi. A parte l'ultimo gruppo frammentario, nel Bode-Museum di Berlino, tutti gli altri frammenti scultorei si trovano nel Museo dell'Opera del Duomo. Arnolfo impiegò tutta la sua maestria tecnica nella realizzazione delle sculture, dando forte tridimensionalità ai rilievi pur impiegando lastre di spessore piuttosto contenuto. Concepite per essere osservate dal basso, creavano una sorta di effetto trompe l'oeil (effetto col quale in pittura si simulano decorazioni tridimensionali), che è stato accostato agli effetti ricercati in alcuni affreschi di Giotto ed altri pittori.

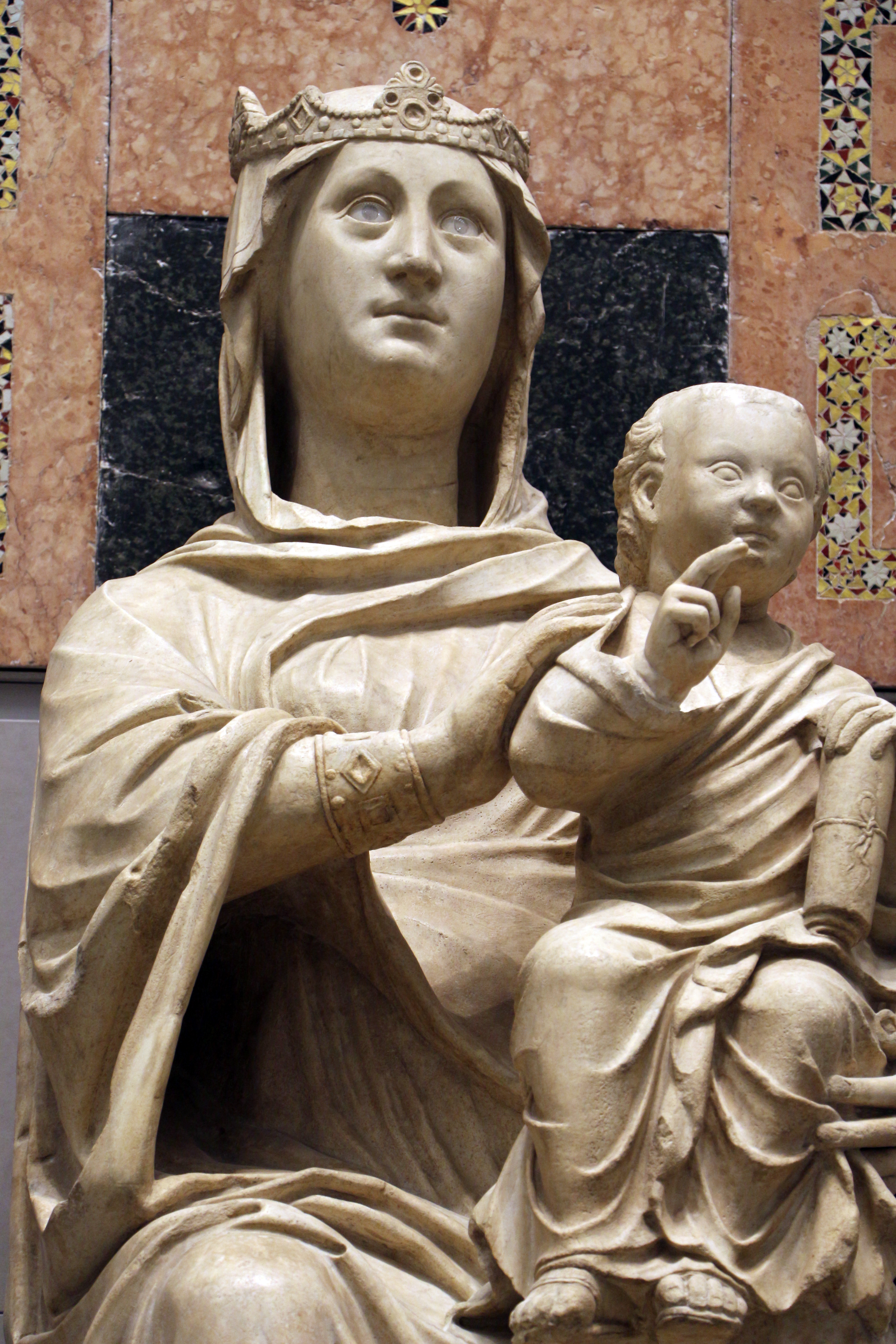
Particolare della Madonna dagli occhi di vetro

Gli sguanci del portale maggiore ospitavano otto statuette di Santi disposte su file, oggi nel Museo dell'Opera e attribuite a Piero di Giovanni Tedesco, con datazione al 1387-1390 circa, tranne una riferibile a Francesco del Sellaio e databile al 1350-1375 circa; da qui provengono anche due angeli musicanti pure di Piero di Giovanni Tedesco (con liuto e con organetto, 1386 circa), pure nel Museo dell'Opera. Il secondo ordine ai lati del portale maggior presentava invece quattro grandi santi particolarmente legati alla diocesi fiorentina, ciascuno affiancato da una coppia di angeli adoranti. Di queste figure spesso mutile, due sono nel Museo dell'Opera (San Vittore e San Barnaba, acefale, la prima forse del giovane Nanni di Banco, l'altra attribuita a Piero di Giovanni Tedesco) e due al Louvre (Santo Stefano e San Lorenzo, attribuiti a Piero di Giovanni Tedesco).
Nelle nicchie superiori dei contrafforti si trovavano quattro Dottori della Chiesa, tutti nel Museo dell'Opera: Sant'Agostino e San Gregorio di Niccolò di Piero Lamberti, Sant'Ambrogio e San Girolamo di Piero di Giovanni Tedesco (1396-1401 circa); finiti dopo lo smantellamento alla villa di Poggio Imperiale vennero scambiati, a causa della corona d'alloro, per i ritratti dei letterati Omero, Virgilio, Dante e Petrarca.
Tra il 1408 e il 1415 vennero infine eseguiti i quattro Evangelisti seduti, destinati alle nicchie ai lati del portale centrale, nel registro inferiore. Essi sono il San Luca di Nanni di Banco, il San Giovanni Evangelista di Donatello, il San Matteo di Bernardo Ciuffagni e il San Marco di Niccolò di Piero Lamberti. Opere di livello qualitativo e cifra stilistica assai differenti, sono un'importante testimonianza dell'avanzare del rinnovato stile poi definito "rinascimentale" a fronte degli eccessi decorativi del tardo gotico ormai agli sgoccioli: le prime due statue spiccano infatti per la solenne compostezza, l'assenza di fronzoli, le deformazioni prospettiche per slanciarsi dal punto di vista ribassato dello spettatore. Le seconde invece, pur di alta qualità, mostrano ancora il panneggio che si incurva in falcate ritmiche e gli orli che si aggrovigliano in ghirigori senza fine, soprattutto in quella di Piero.

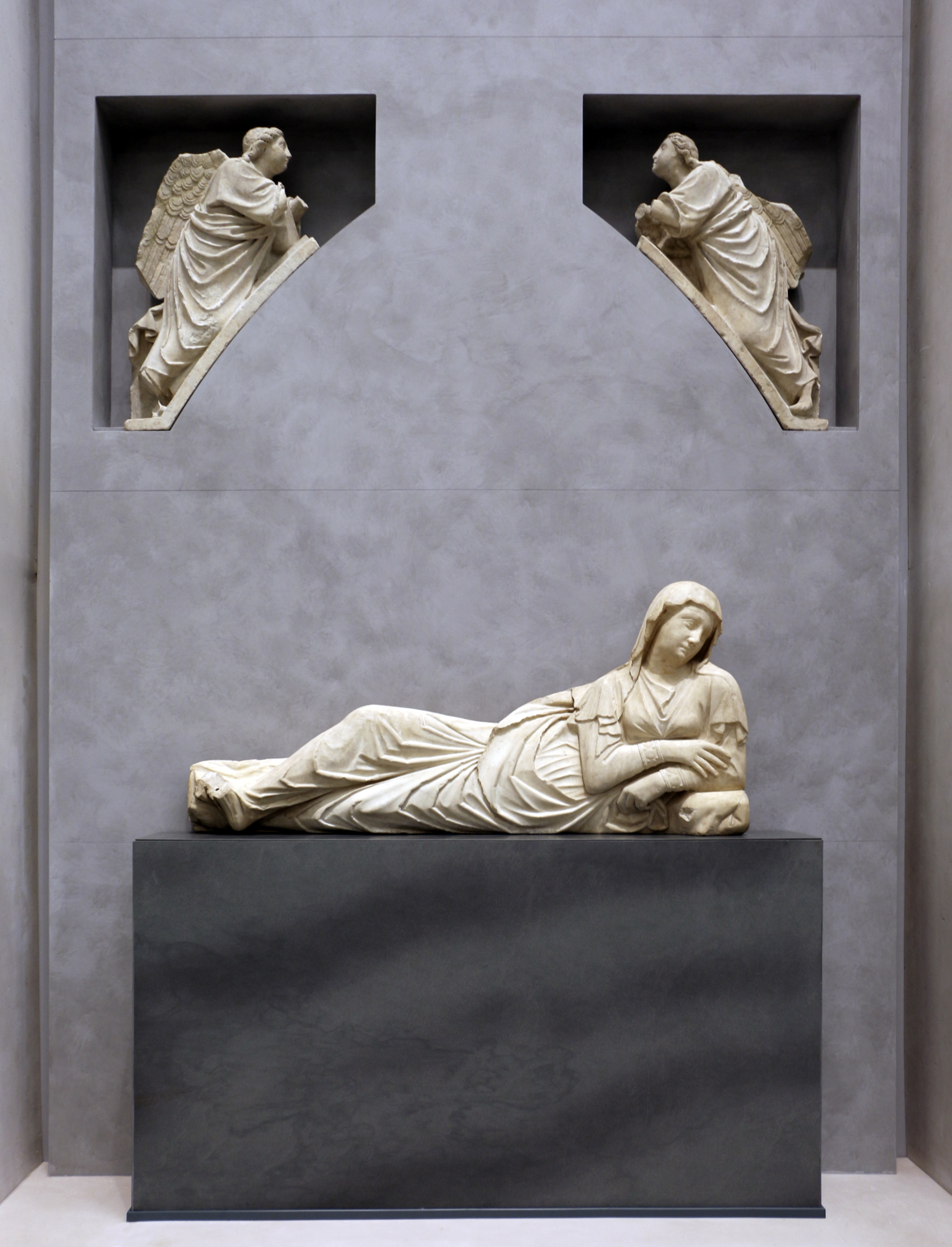
Ricostruzione della lunetta sinistra con la Natività della Vergine e due angeli adoranti
Ricostruzione della lunetta centrale con Madonna in trono col Bambino, Santa Reparata e San Zanobi
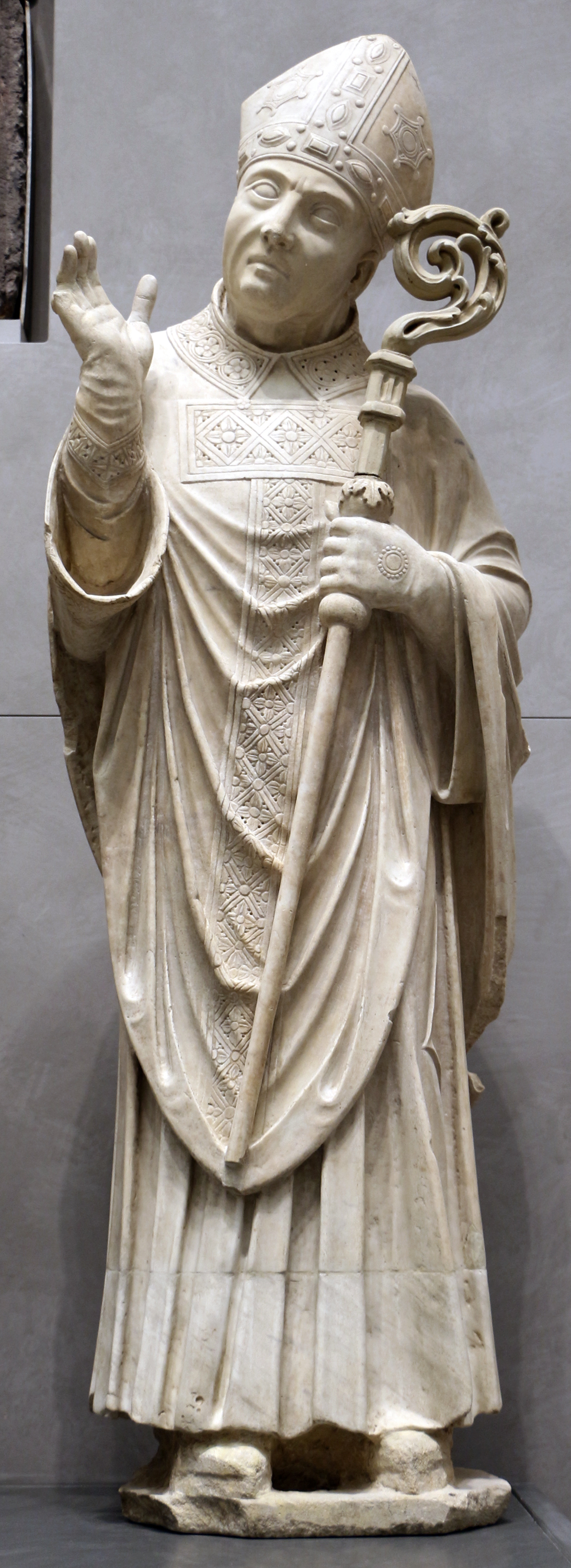
San Zanobi di Arnolfo di Cambio
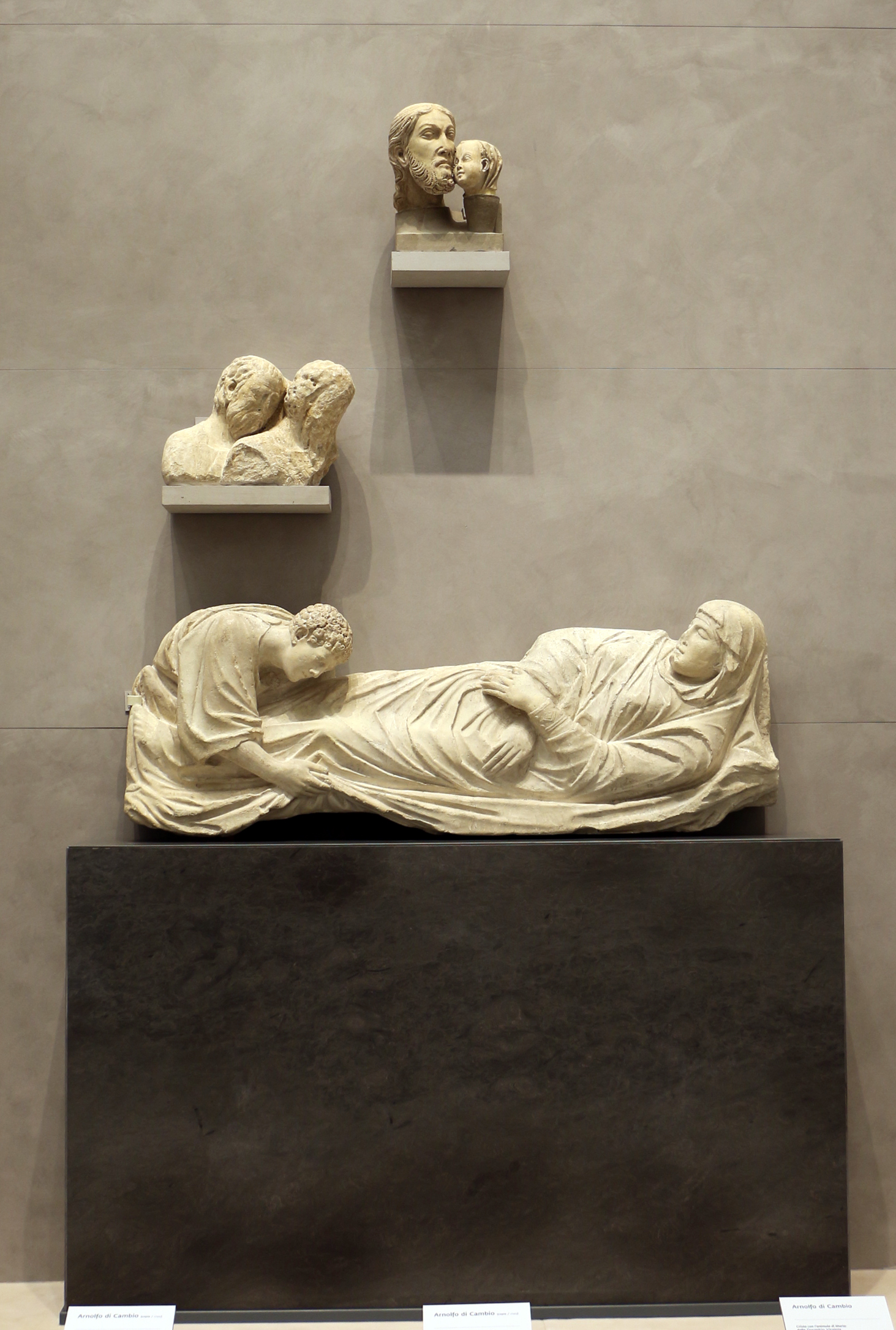
Ricostruzione della lunetta destra con la Dormitio Virginis
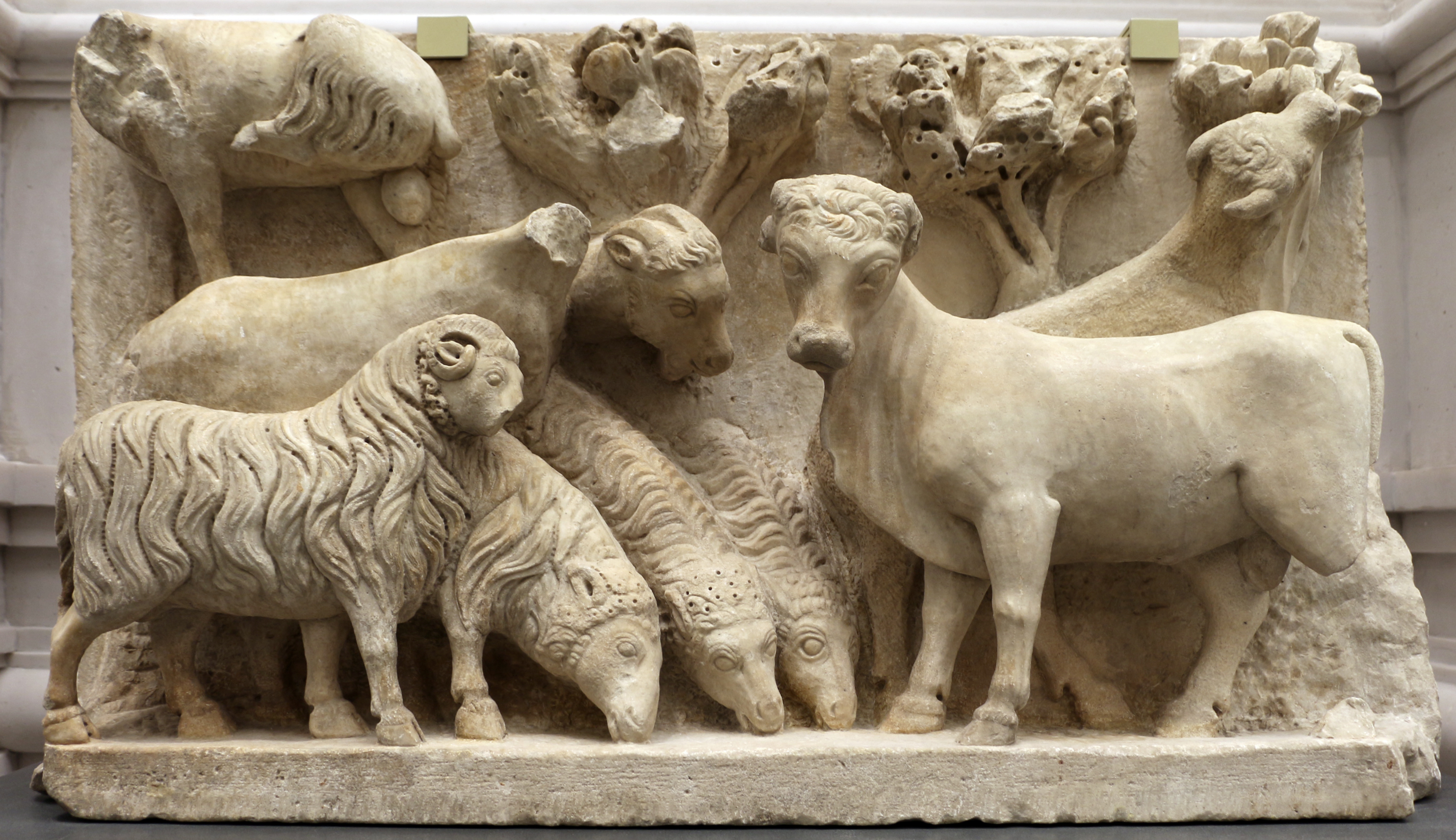
Arnolfo di Cambio, frammento di Annuncio ai pastori
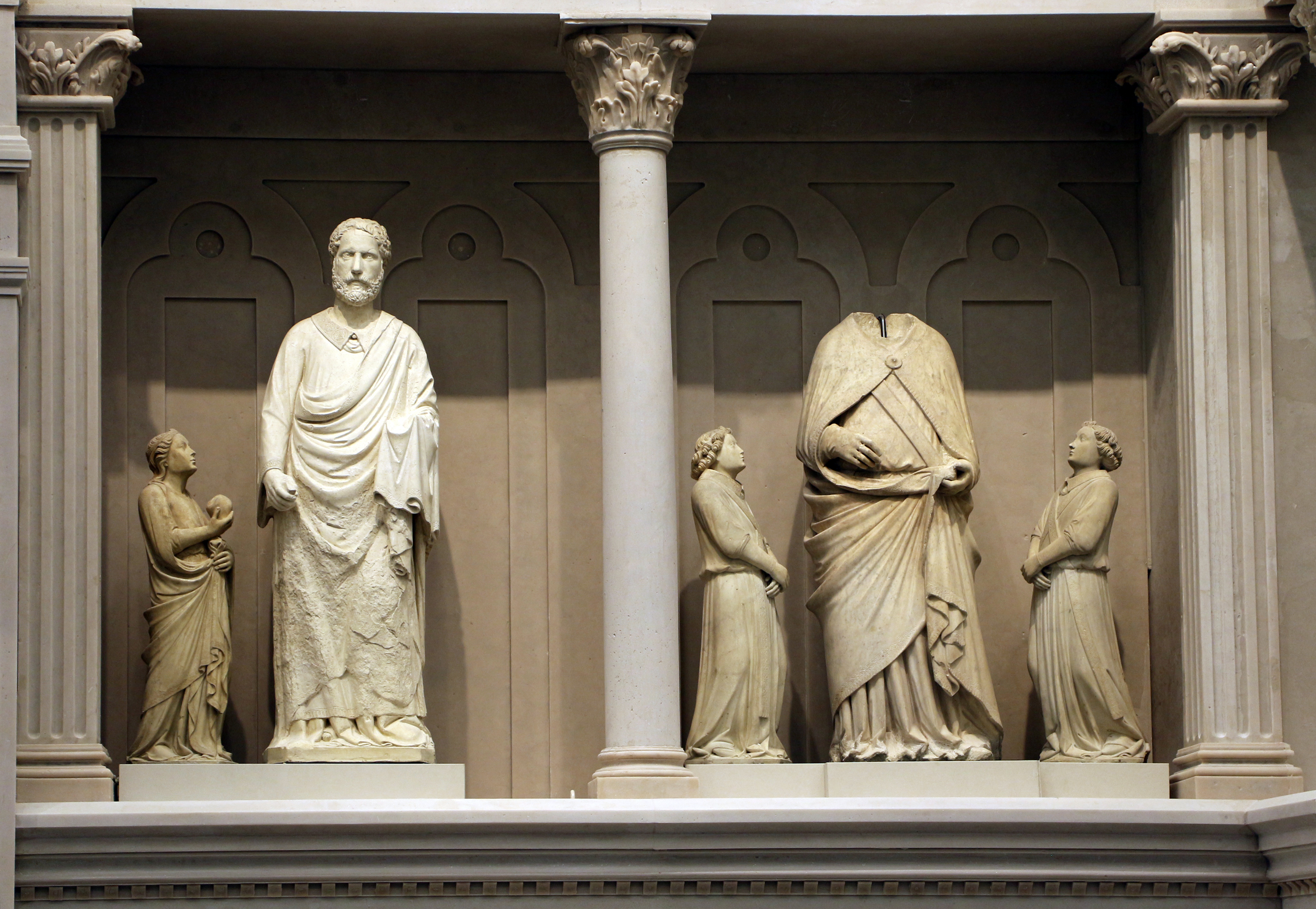
Santo Stefano e San Vittore e angeli di Piero di Giovanni Tedesco o Nanni di Banco
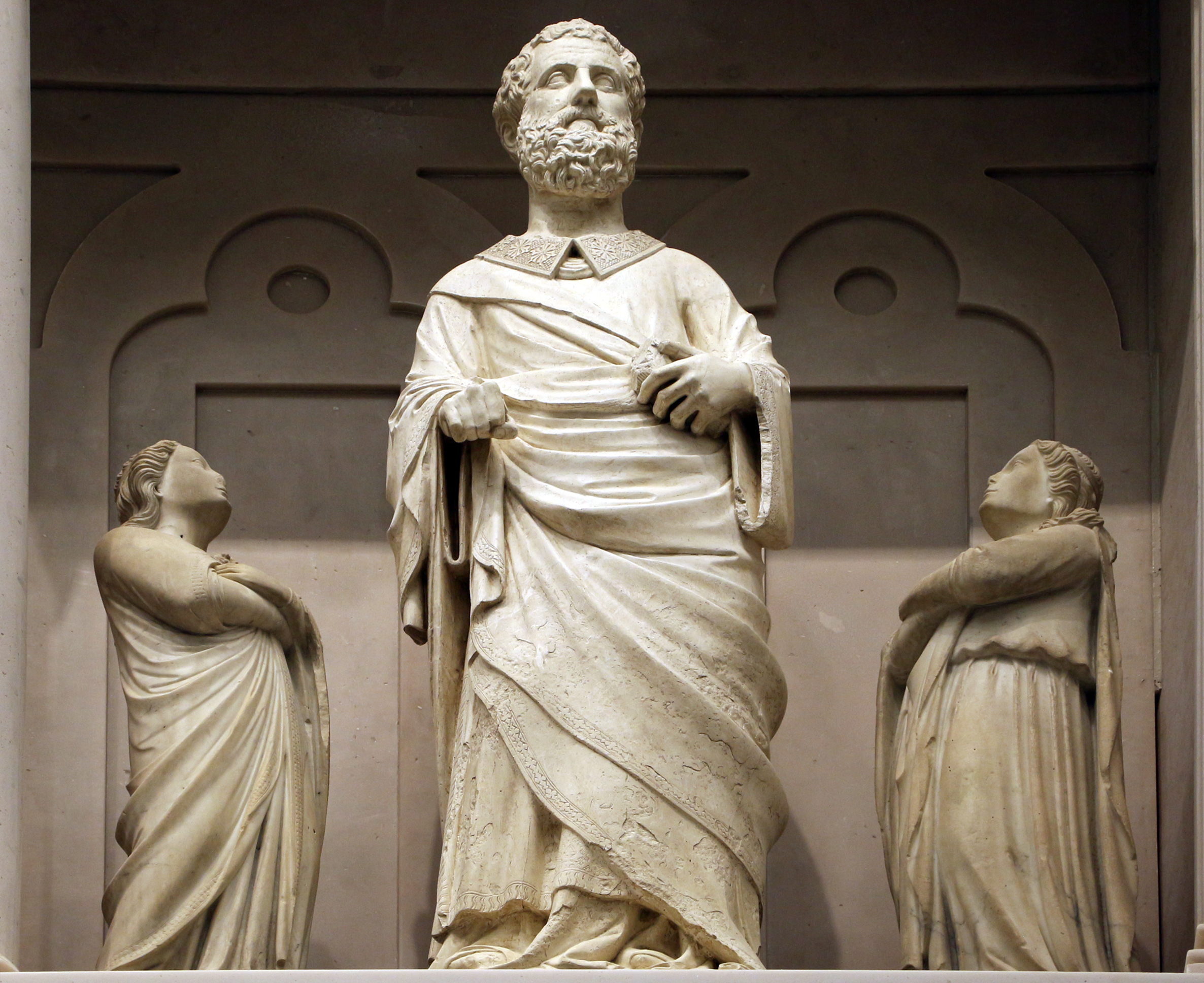
San Lorenzo di Piero di Giovanni Tedesco
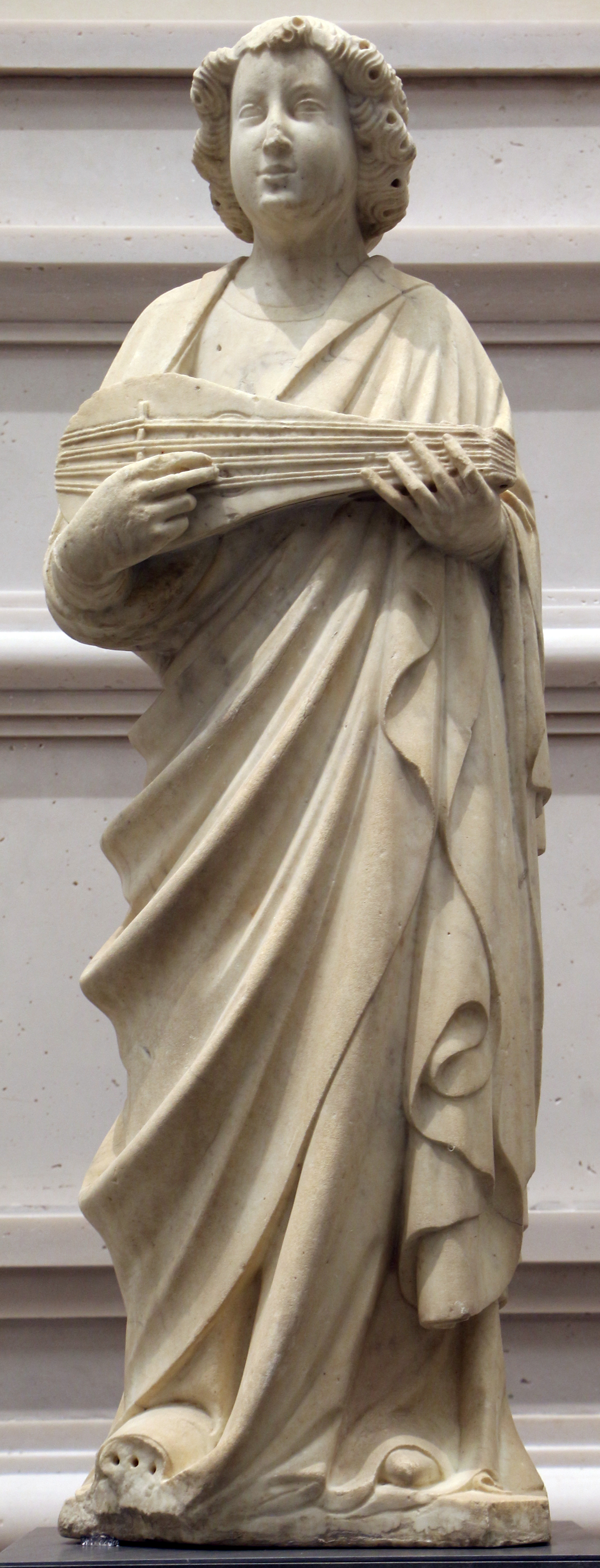
Angelo musicante con liuto di Piero di Giovanni Tedesco
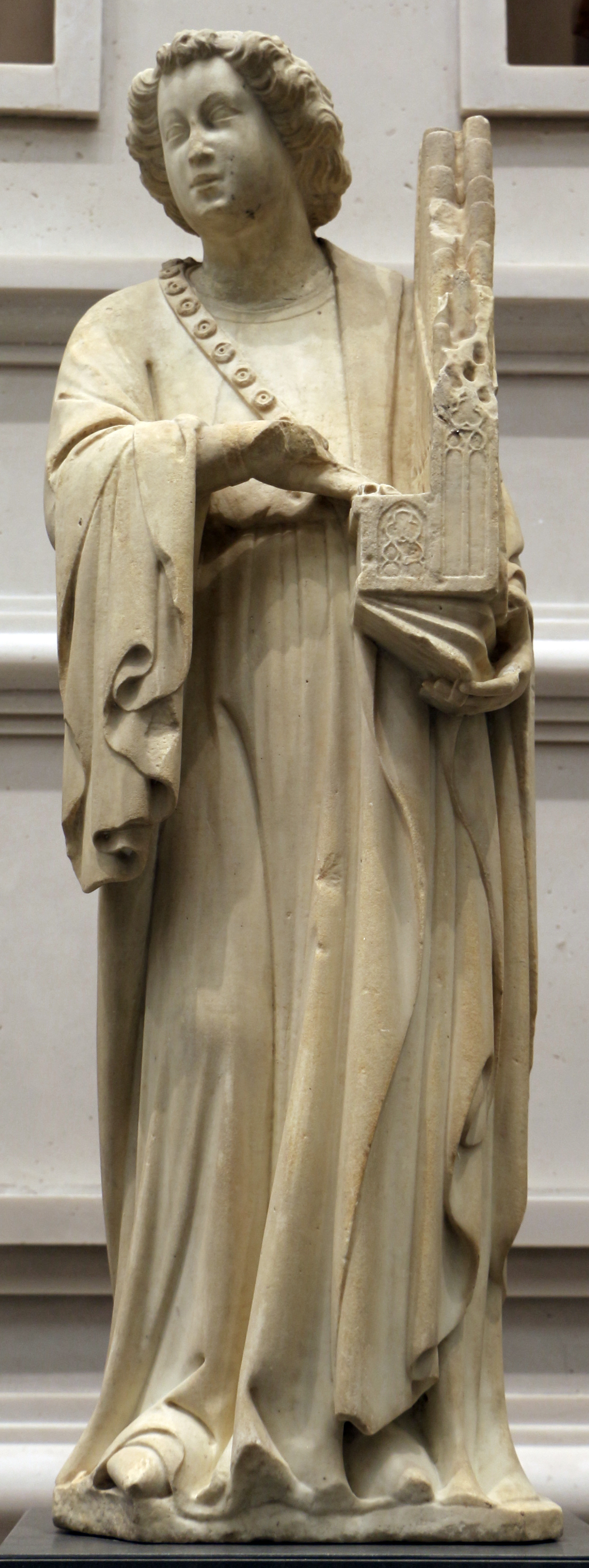
Angelo musicante con organo portativo di Piero di Giovanni Tedesco
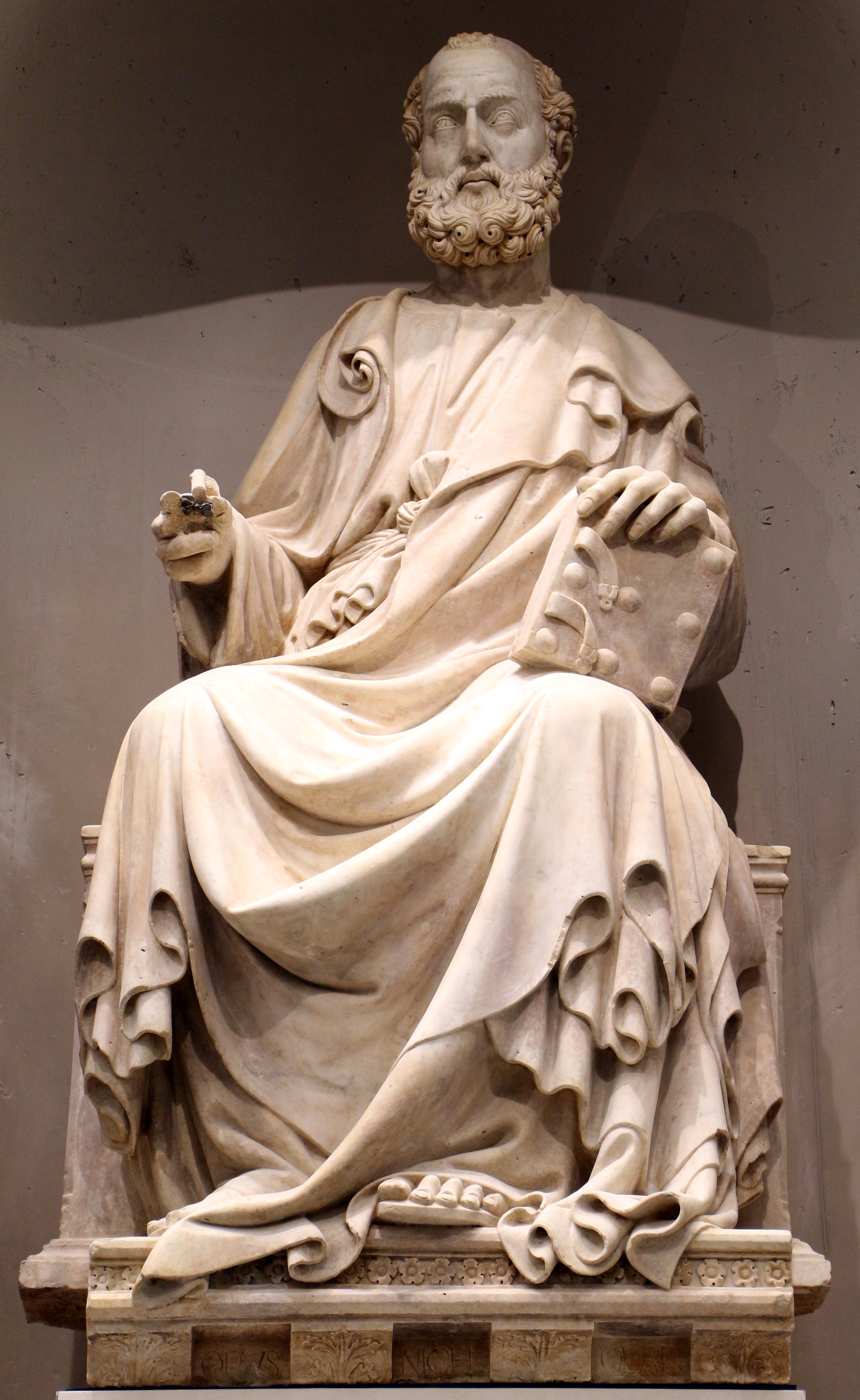
San Marco di Niccolò di Piero Lamberti
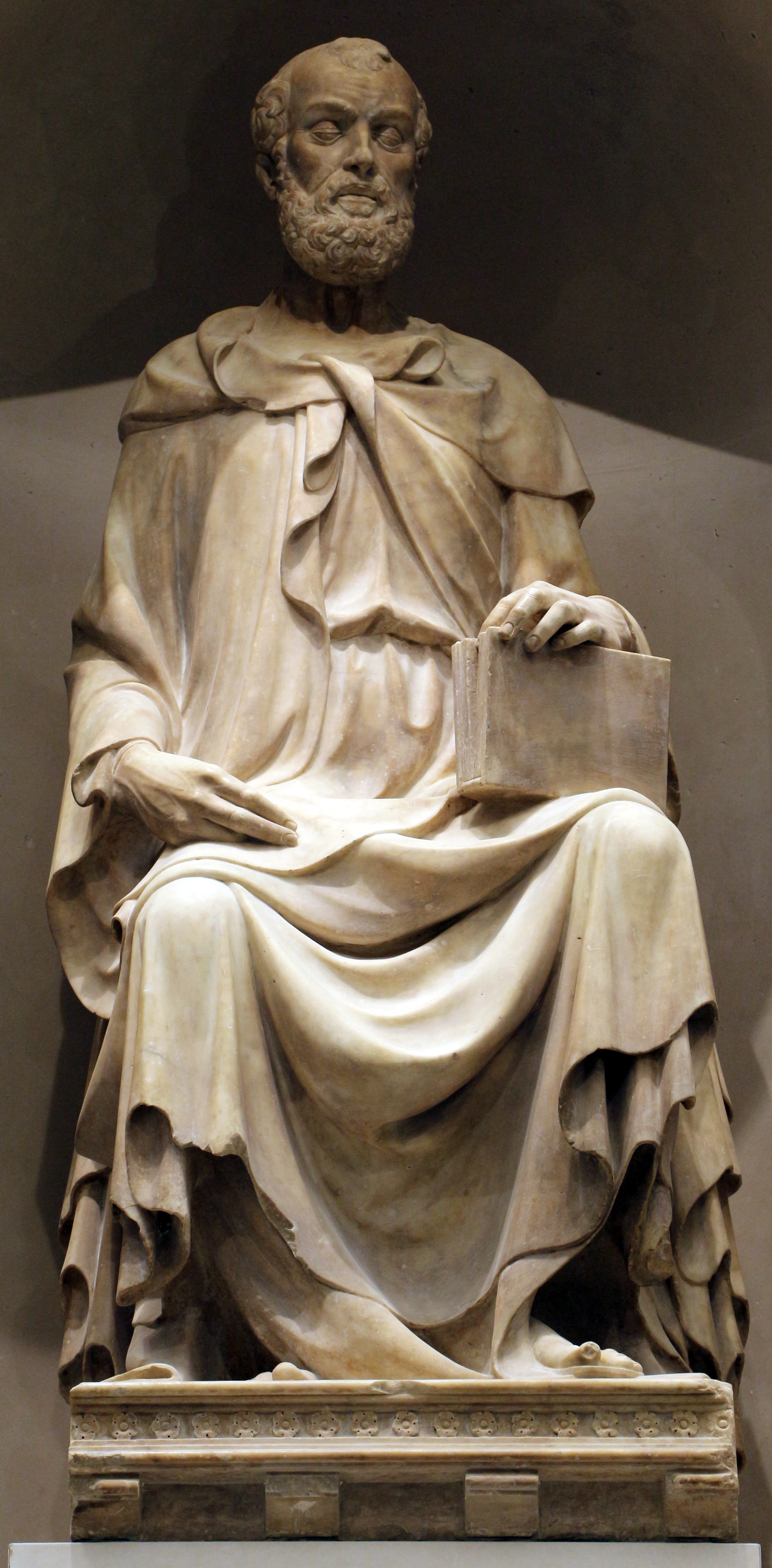
San Matteo di Bernardo Ciuffagni
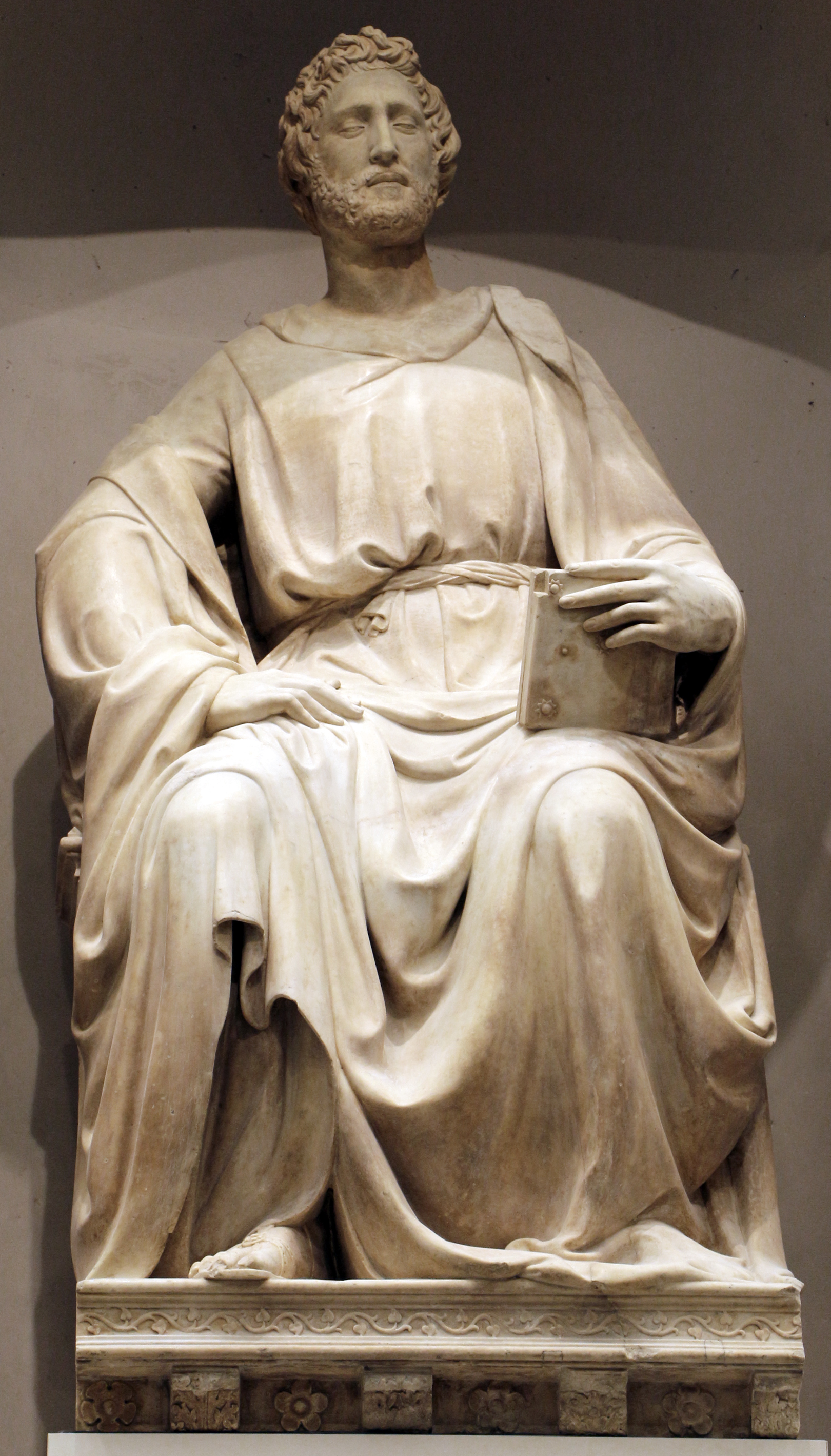
San Luca di Nanni di Banco
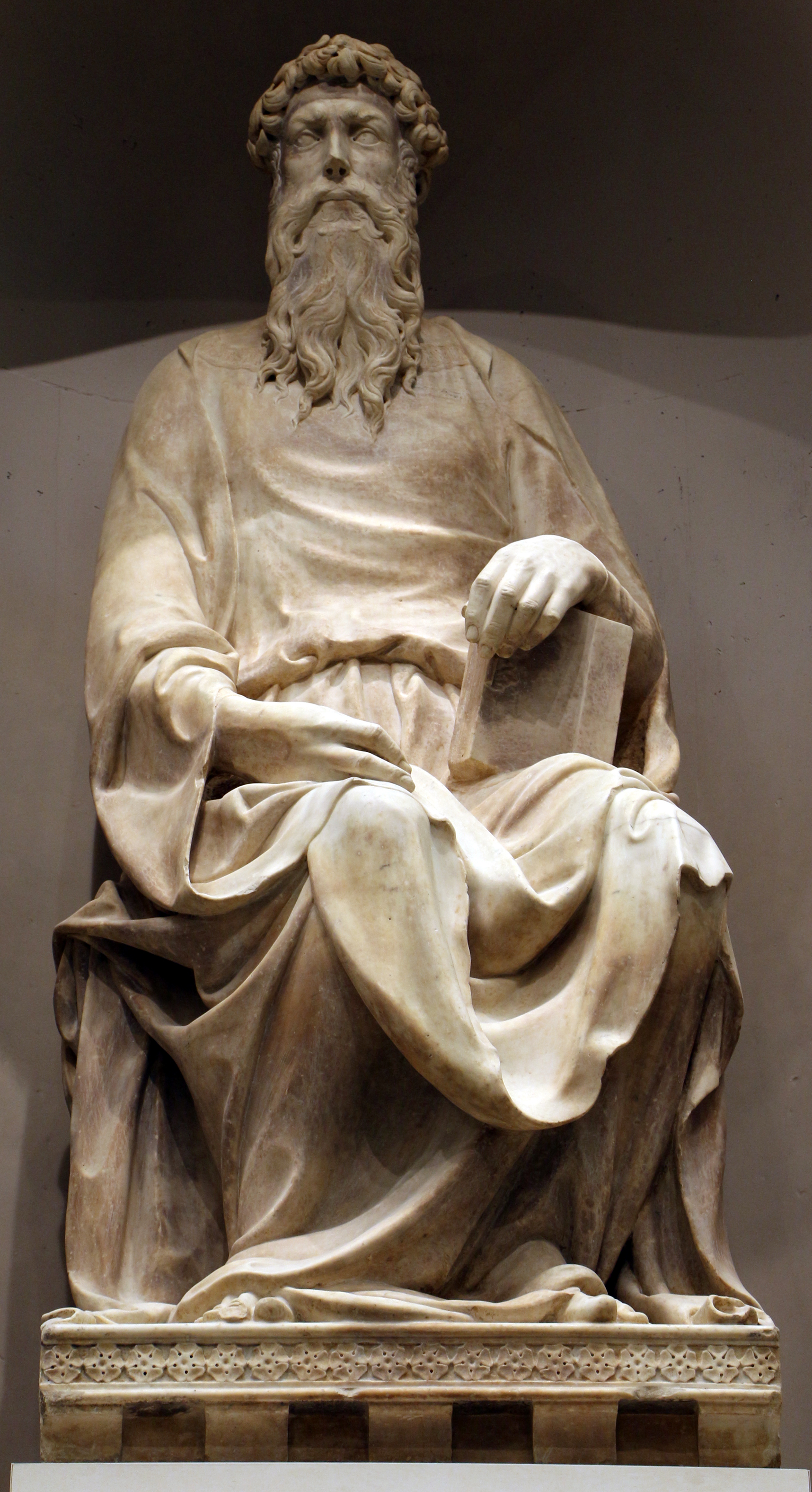
San Giovanni Evangelista di Donatello
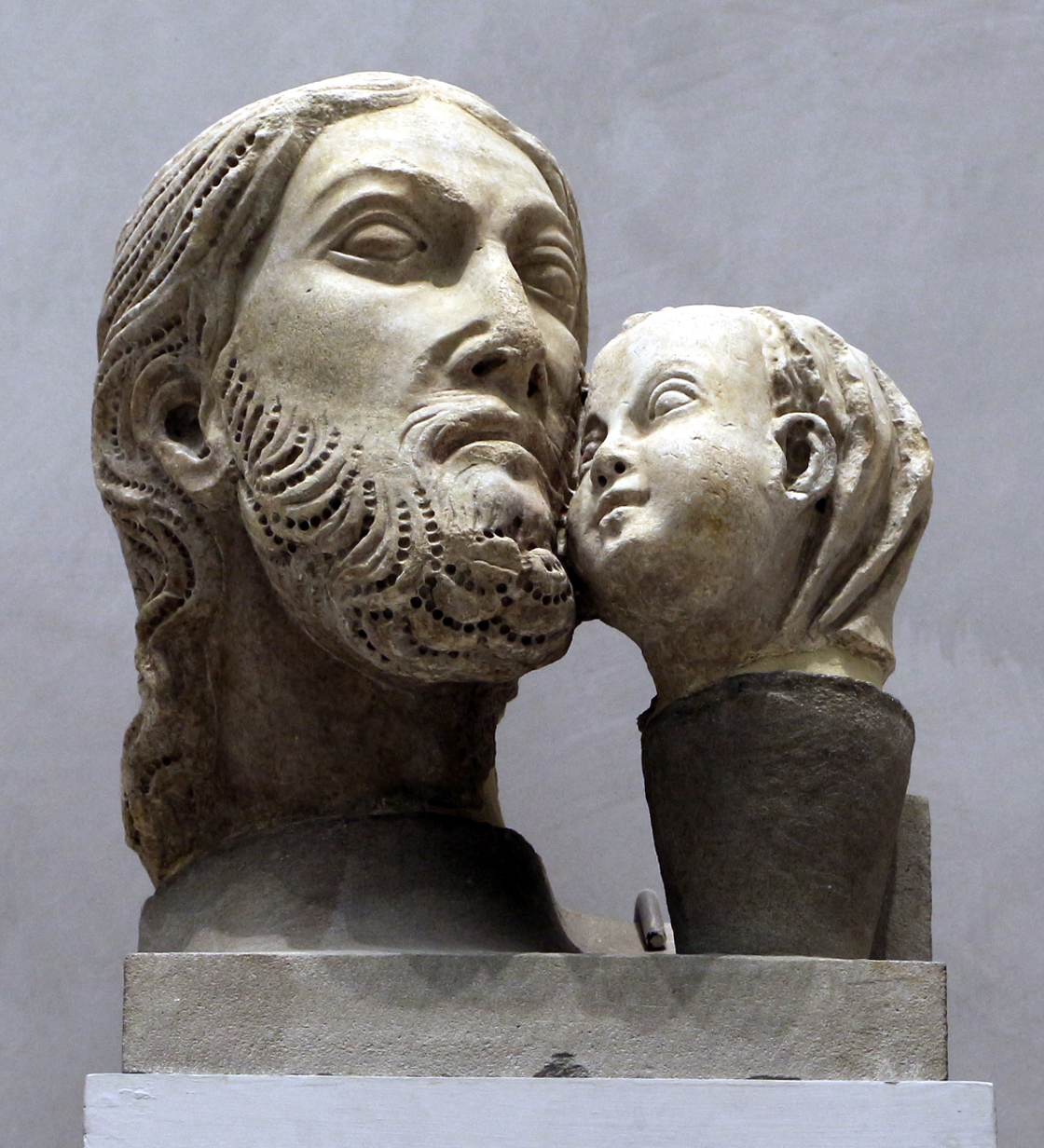
Cristo con l'animula della Vergine di Arnolfo di Cambio
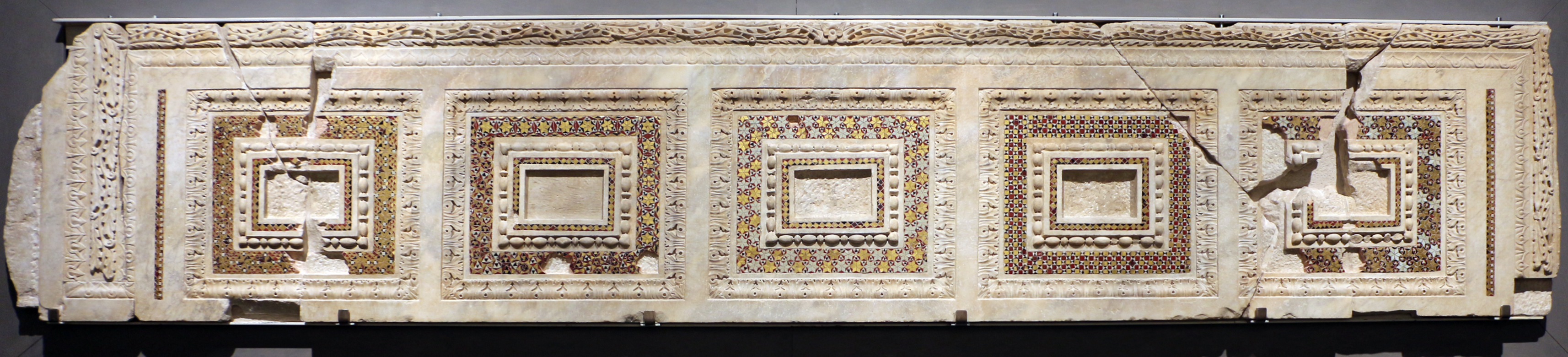
Architrave del portale maggiore

## Demolizione e nuovi progetti

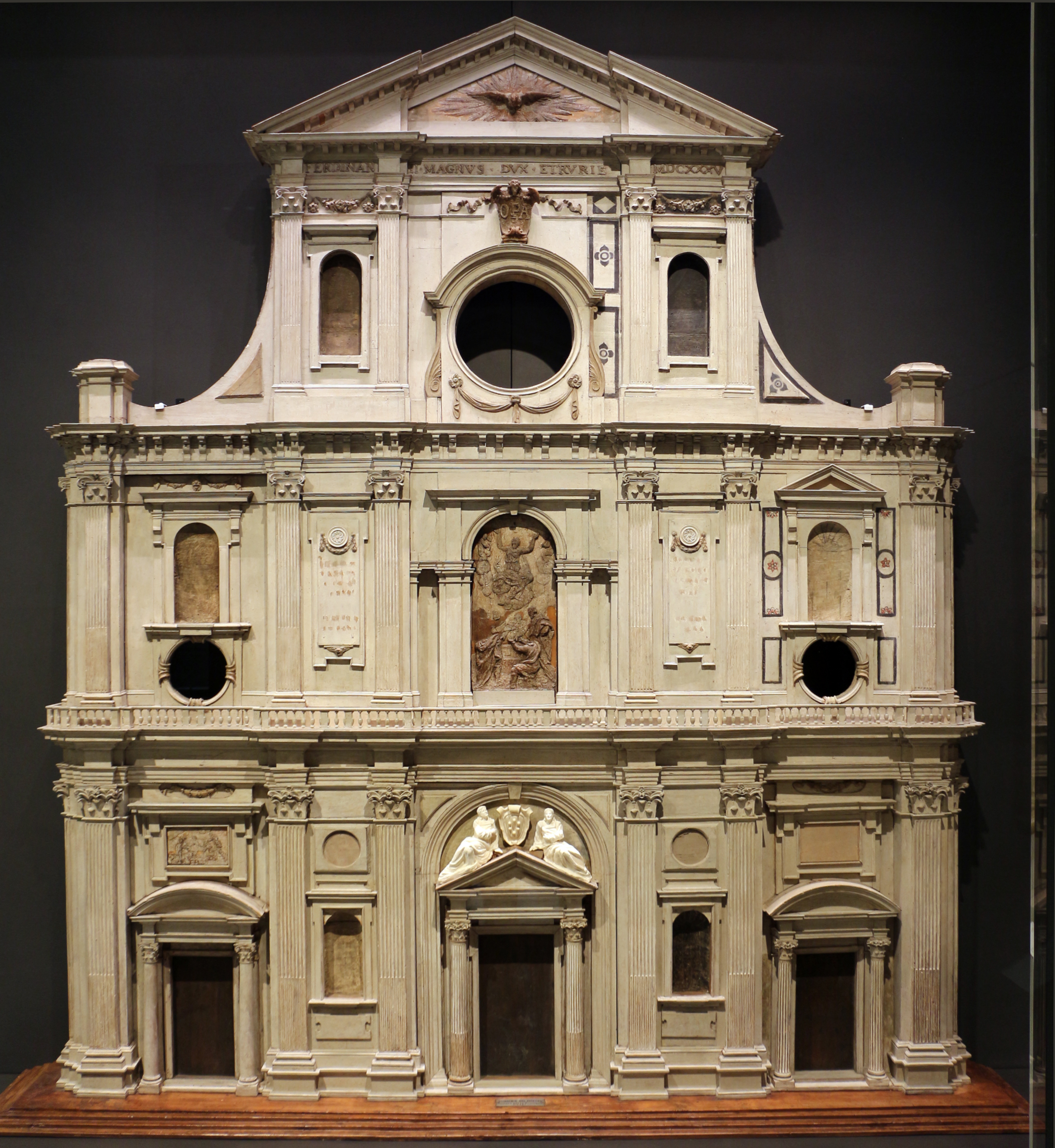
Il progetto dell'Accademia del disegno

La facciata di Santa Maria del Fiore è stata per secoli il grande problema irrisolto del complesso episcopale fiorentino; circondata da capolavori dell'architettura di tutti i tempi, tutti coperti di una veste smagliante di marmi multicolori, la facciata incompiuta in pietraforte spiccava in modo inaccettabile. Già nel 1491 Lorenzo il Magnifico aveva promosso un concorso per il completamento, ma egli stesso sospese ogni decisione rimandandola a tempi migliori. Uno dei progetti elaborati, per opera dei fratelli Francesco e Benedetto Buglioni, venne riciclato adattandolo per la chiesa di Santa Cristina a Bolsena, su incarico del figlio di Lorenzo, il cardinale Giovanni de' Medici, tra il 1492 e il 1494.
Nel 1515, per il trionfale ingresso in città di papa Leone X, fratello di Piero de' Medici scacciato nel 1494, la facciata fu allestita con ordini binati e rilievi simulanti sculture di Jacopo Sansovino e Andrea del Sarto (come descrisse il Vasari).
Nel 1587 fu ordinato all'architetto di corte Bernardo Buontalenti di rimuovere tutti i marmi e le sculture e di coprire la martoriata facciata con un soprammattone su cui fosse eseguita una facciata dipinta di gusto manierista. La demolizione avvenne tra il 21 gennaio e il 9 luglio, ed esiste un resoconto di anonimo che riporta puntualmente le vicende dello smantellamento. In tale scritto, rinvenuto nel 1757 dal Richa tra le carte di Francesco Rondinelli, si legge tutto il rammarico dello spettatore davanti allo scempio: «non vi fu marmo alcuno che si cavasse intiero: fino alle colonne stesse furono spezzate; che fu nel vero un compassionevole spettacolo». Non è chiaro perché il granduca Francesco I prese tale decisione: forse era sua intenzione avviare una politica di lavori pubblici per fronteggiare la miseria seguita alla carestia del 1586; altri attribuiscono all'influsso del Buontalenti e del provveditore dell'Opera Benedetto Uguccioni desiderosi di dare al tempio una facciata "moderna", come avvenne qualche anno dopo, proprio per mano di Buontalenti, alla chiesa di Santa Trinita.
In quell'anno fu indetto un concorso a cui parteciparono i maggiori artisti contemporanei dell'epoca fornendo modellini lignei e disegni oggi conservati nel Museo dell'Opera. Essi erano Giovanni Antonio Dosio, don Giovanni de' Medici, Bernardo Buontalenti (due progetti), il Cigoli e Giambologna: tutti ispirati da una misura teatrale e monumentale che prendeva spunto, in varia misura, da Michelangelo. I progetti erano a due ordini, tranne il secondo progetto del Buontalenti e quello del Cigoli a tre ordini, e ognuno proponeva un ricco apparato decorativo, con statue, rilievi e pitture. Del progetto però non si fece nulla, poiché il 19 ottobre il granduca morì fulminato da una malattia. Nel Seicento Ferdinando II de' Medici riprese l'iniziativa, ma non bandì una nuova gara, scegliendo invece il modello predisposto nel 1587 da Giovanni Antonio Dosio: tale decisione arbitraria sollevò le proteste degli addetti ai lavori e della cittadinanza, tanto che fu approntato un nuovo modello nel 1635 da parte degli artisti dell'Accademia delle arti del disegno. Caratterizzato dal triplo ordine e da una ricca ornamentazione, fu affidato all'architetto dell'Opera Gherardo Silvani, che avviò il cantiere. I lavori però vennero presto interrotti, per i conflitti presto nati tra il Silvani e il presidente dell'Accademia, Giovanni Battista Pieratti. L'arresto definitivo si ebbe nel 1639. È stato notato come nessuno di questi progetti cinque/seicenteschi si curasse di armonizzare la facciata con la struttura gotica della chiesa e con la cupola rinascimentale, né di rapportarla spazialmente con gli edifici circostanti.
Si avvicendarono in seguito varie facciate posticce provvisorie, erette in occasione di eventi speciali, in genere costituite con legno, tele dipinte e gesso. La prima venne creata per le nozze di Ferdinando I de' Medici con Cristina di Lorena nel 1589 e comprendeva tele, stucchi, pitture e statue. Una seconda fu preparata per l'arrivo in città di Margherita Luisa d'Orléans, che aveva sposato per procura nel 1661 Cosimo III de' Medici. Una terza nel 1688 per il matrimonio del principe Ferdinando con Violante di Baviera. Quest'ultima decorazione, intonacata e dipinta sui progetto di Ercole Graziani, venne incisa nel 1733 da Bernardo Sansone Sgrilli e sopravvisse, sempre più scolorita, fino all'Ottocento, venendo immortalata anche da alcune fotografie.

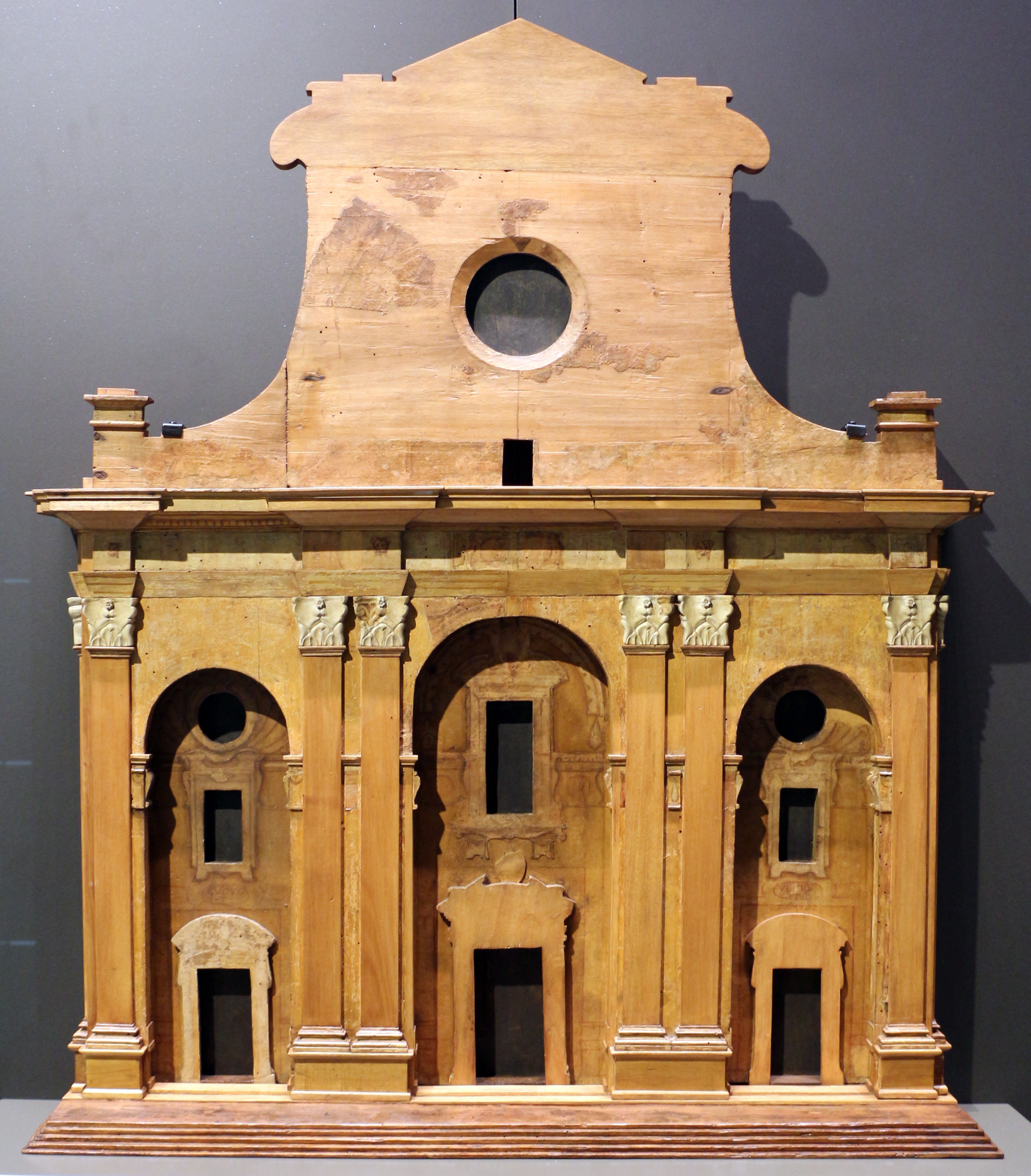
Il primo progetto del Buontalenti
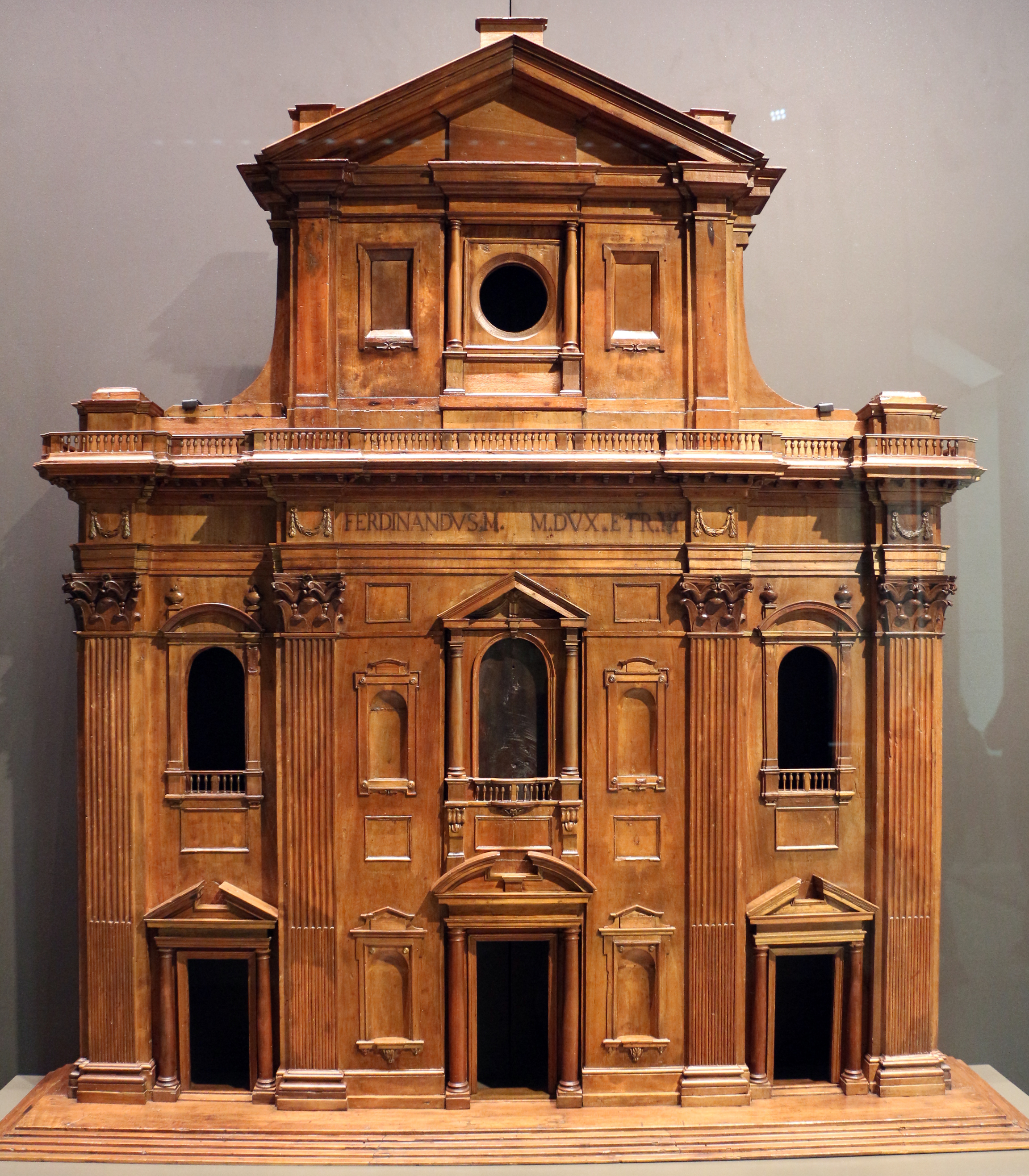
Il progetto del Giambologna
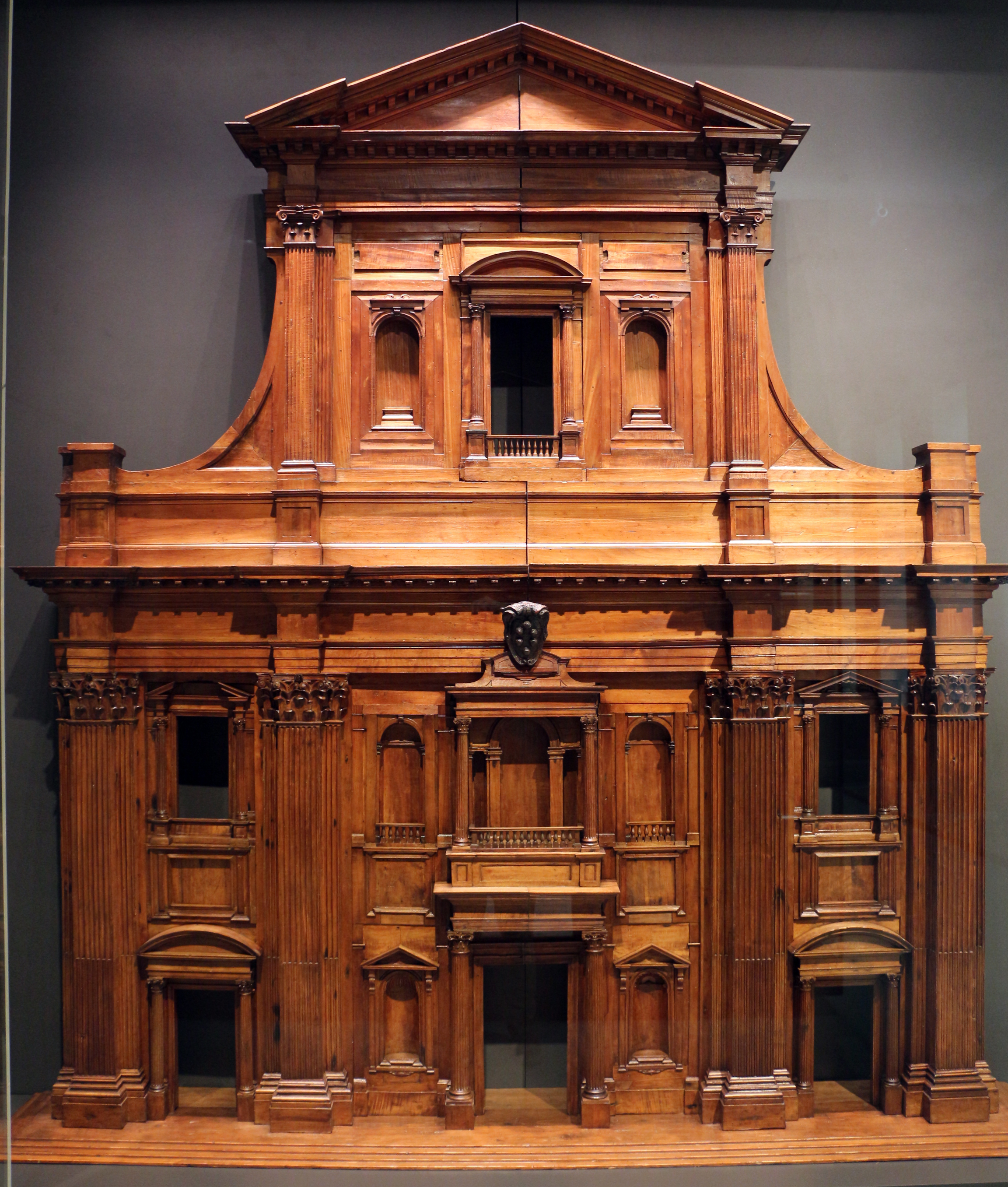
Il progetto del Dosio
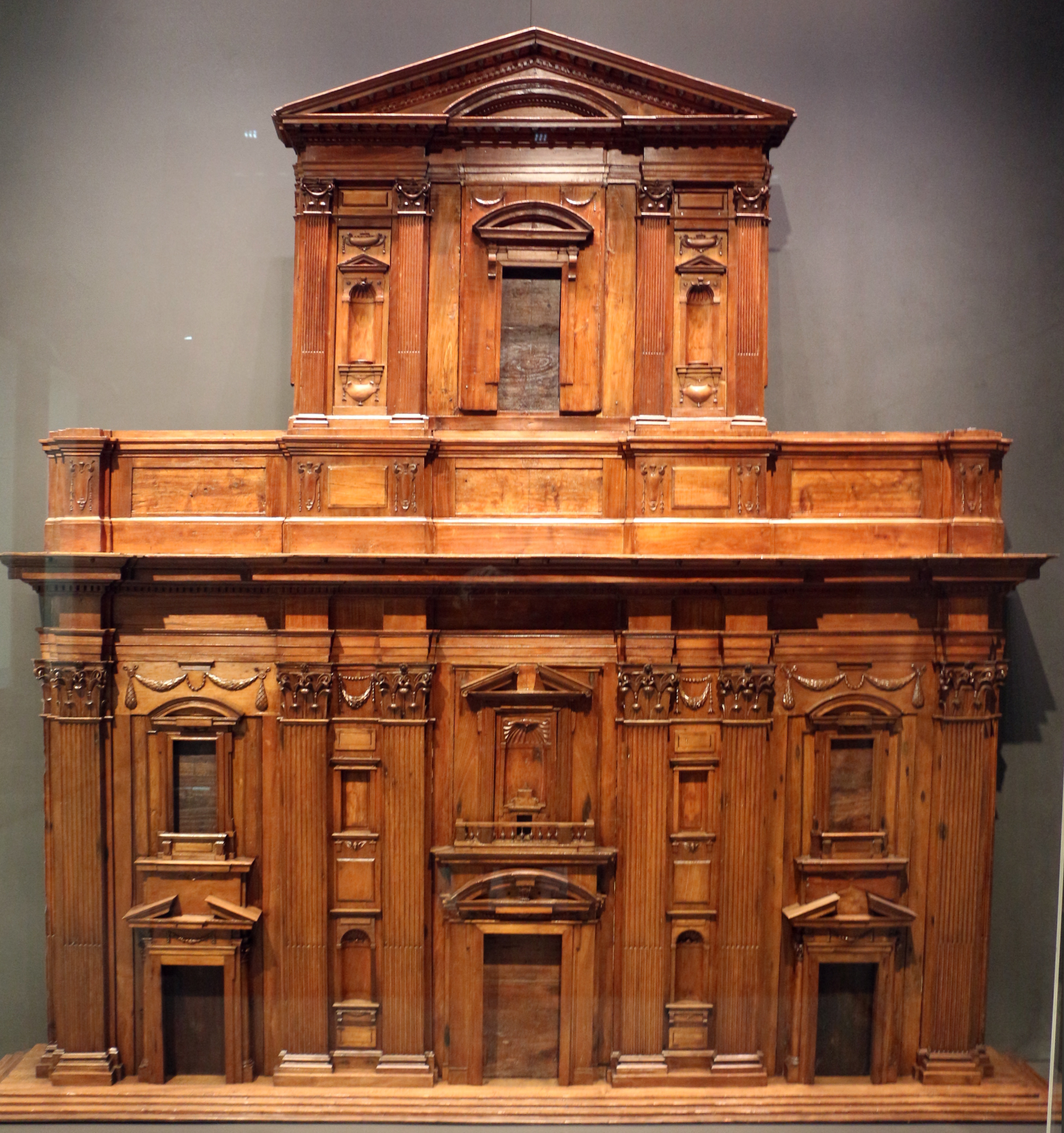
Il progetto di don Giovanni de' Medici
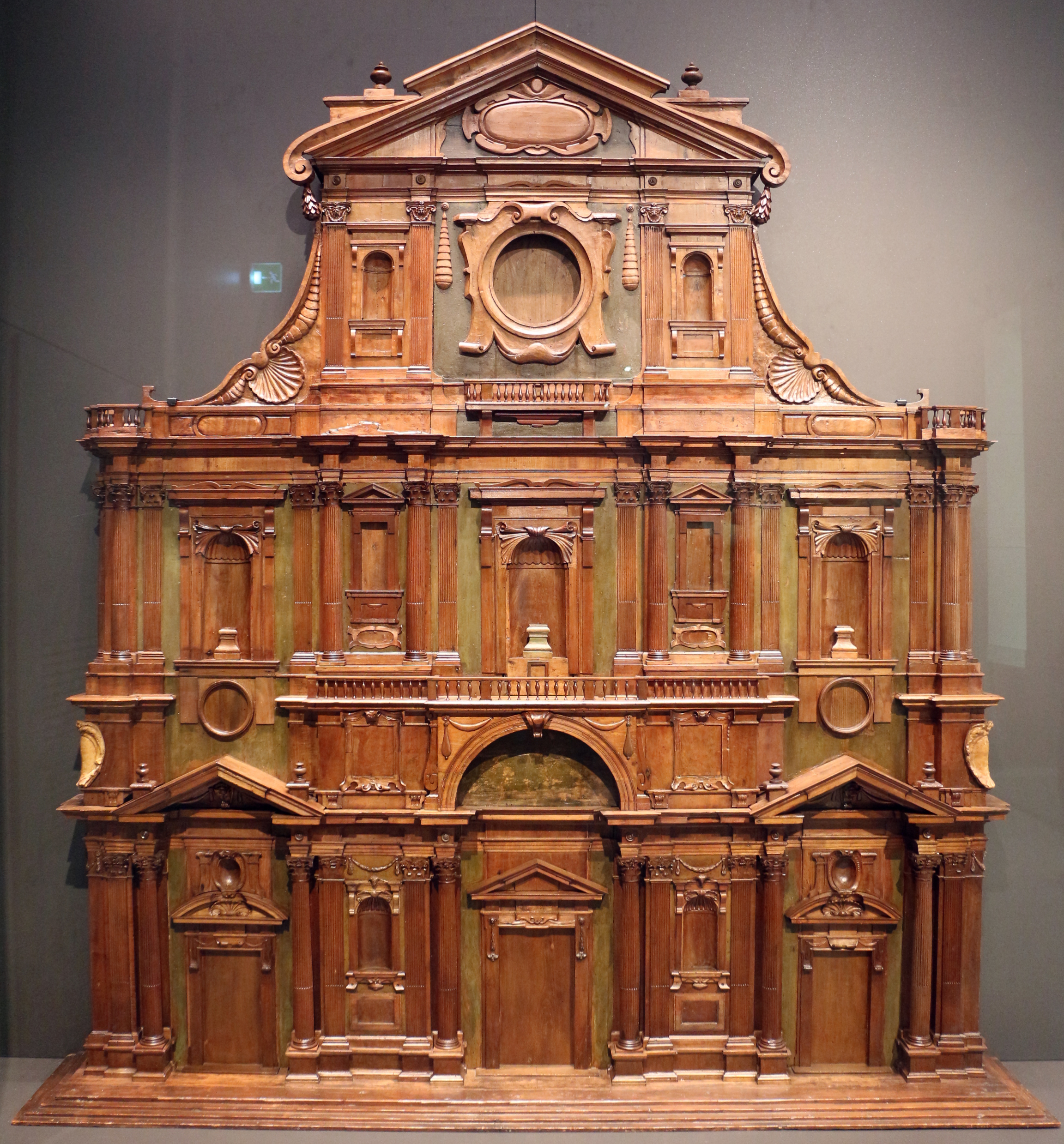
Il secondo del Buontalenti
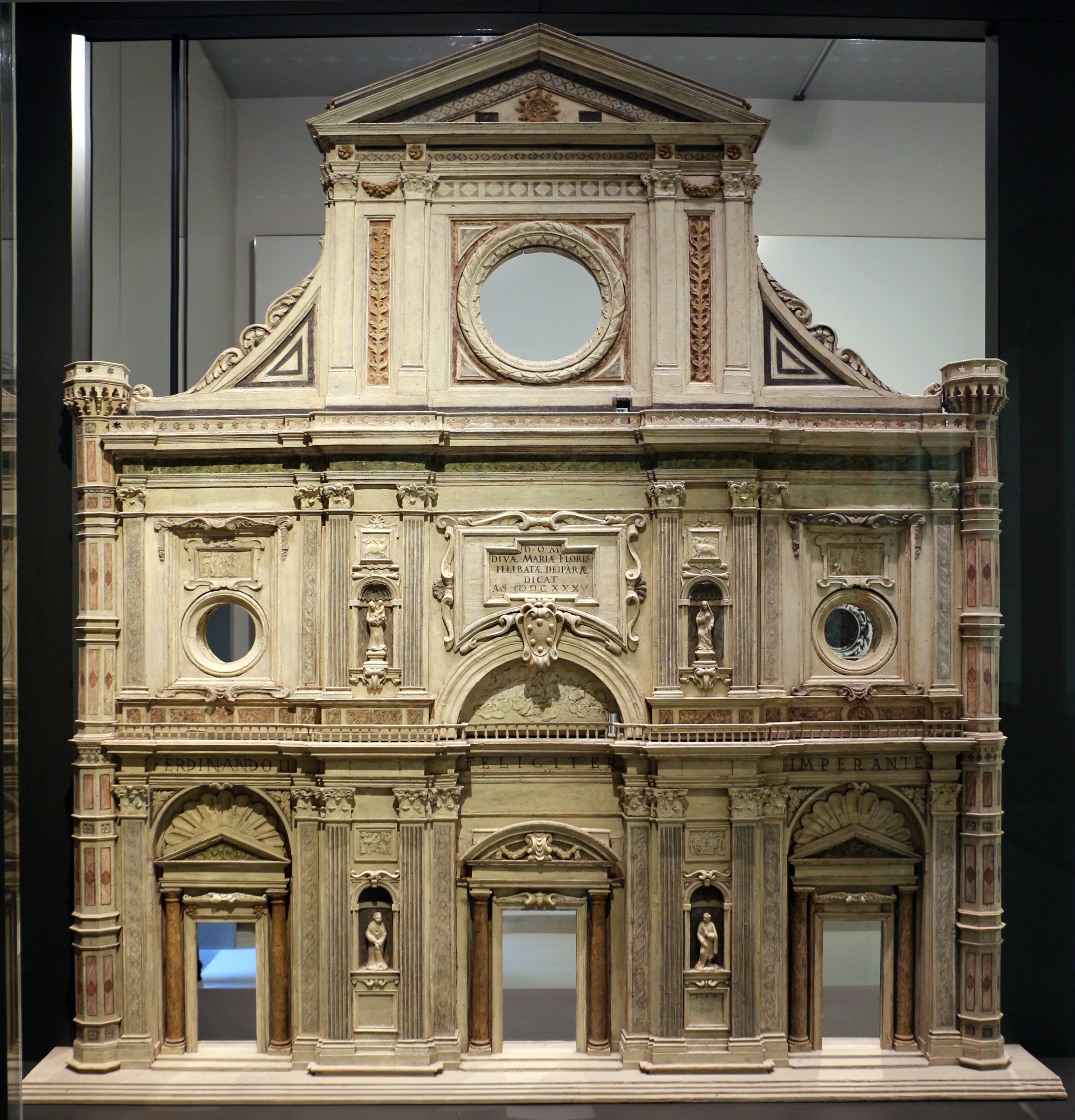
Il progetto di Gherardo Silvani
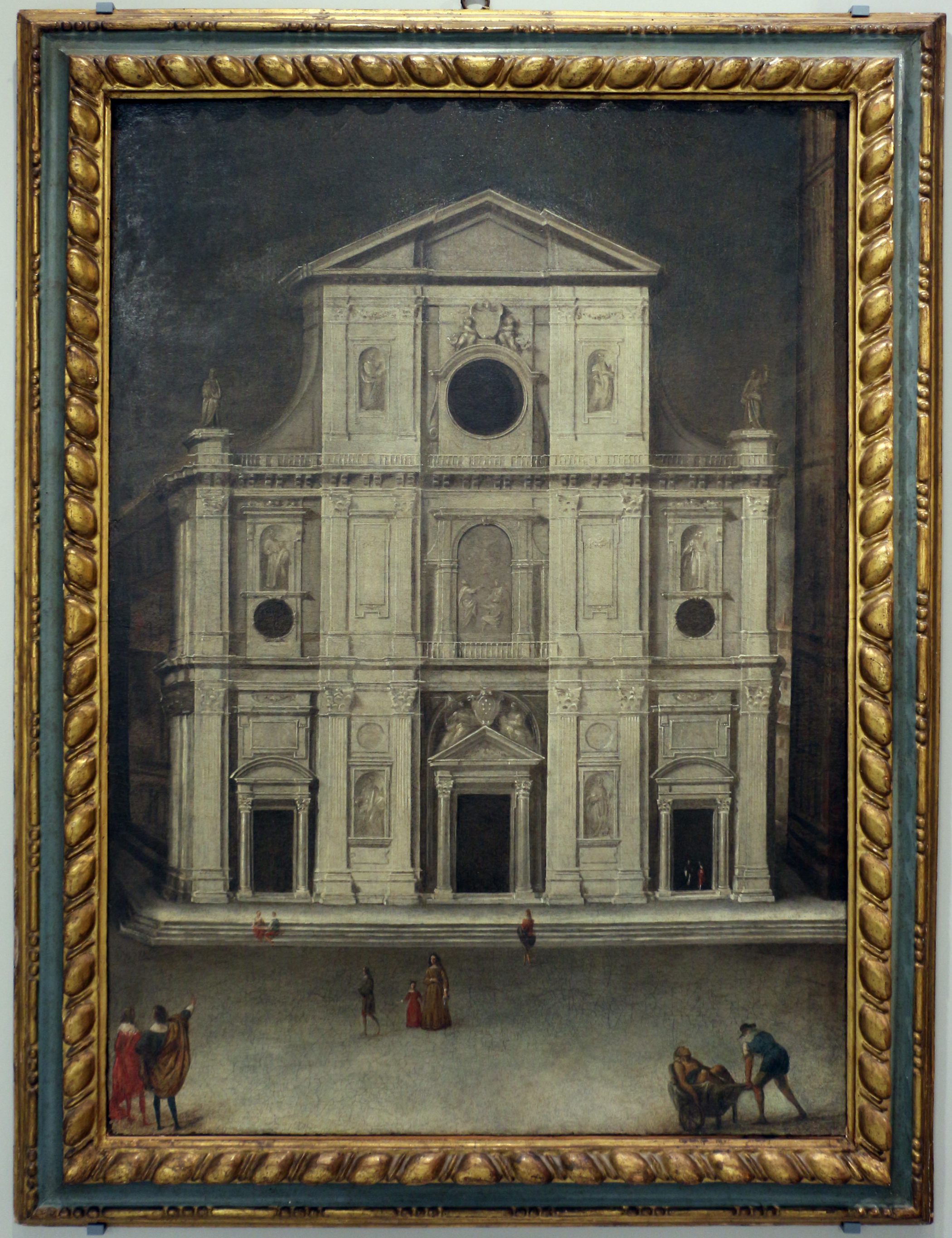
Progetto di Baccio del Bianco (già attribuito al Cigoli)
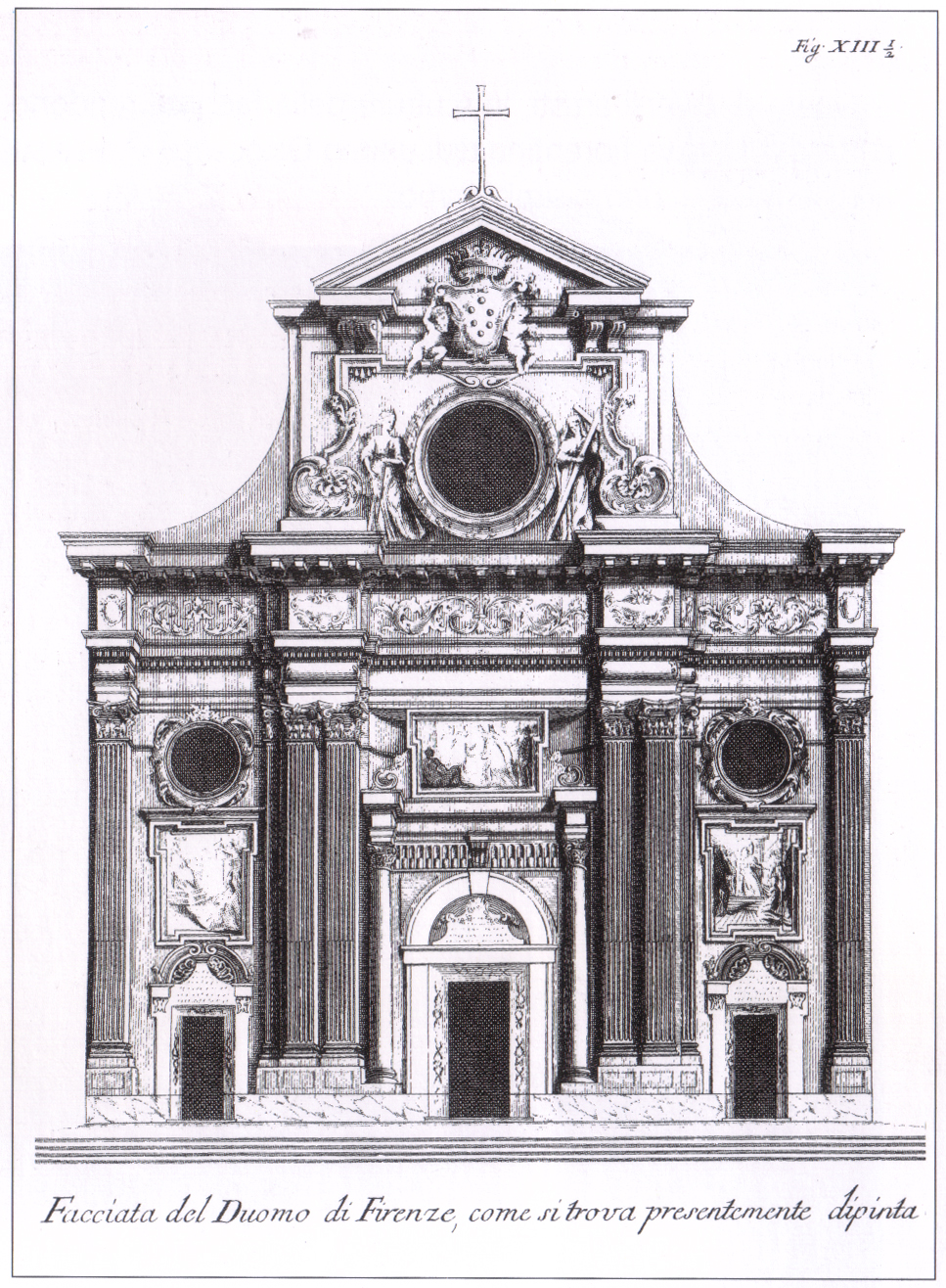
Incisione del 1733 con l'ultima facciata provvisoria

## La facciata ottocentesca

### Primi progetti

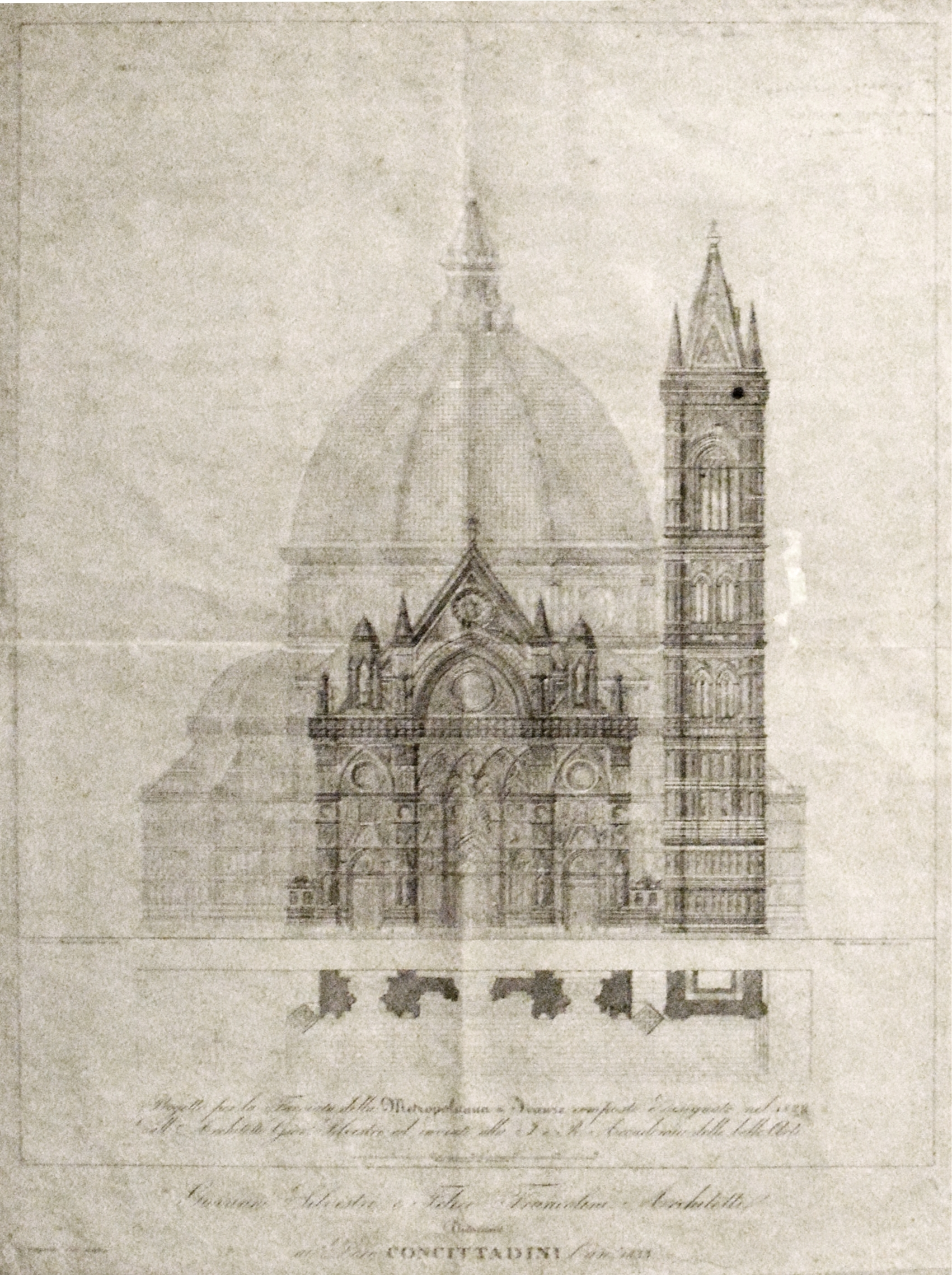
Il progetto presentato da Giovan Battista Silvestri nel 1822

Dopo un secolo e mezzo di silenzio, Giovanni degli Alessandri, presidente dell'Accademia, assieme agli Operai del Duomo riportò in auge la questione della facciata, con un progetto di Giovan Battista Silvestri in stile neogotico. Se questa proposta non trovò sufficiente credito, nel 1831 anche Gaetano Baccani, l'architetto del restauro purista dell'interno del Duomo, secondo la testimonianza di Michelacci studiò un progetto per il fronte della cattedrale fiorentina.
Oltre ad un'esercitazione di Luigi de Cambray Digny, dal sapore ancora manierista, un nuovo interessamento al completamento di Santa Maria del Fiore si registra nel 1842, quando si iniziarono a cercare i finanziamenti per l'impresa creando un'"Associazione per la facciata del Duomo". In quell'anno Niccolò Matas, che dal 1837 aveva realizzato la facciata della basilica di Santa Croce, avanzò un proprio progetto in stile neogotico di respiro europeo, che accolse pareri positivi tra la popolazione. A partire dal 1843 numerosi altri architetti presentarono le proprie soluzioni: ai nomi del Silvestri, che rivendicava la priorità del proprio progetto, Francesco Leoni, che aveva ultimato il restauro del Bargello, Ignazio Villa, autore di una palazzina in stile neogotico in via del Prato, Gaetano Baccani, che aveva concluso il campanile della basilica di Santa Croce, Mariano Falcini e Pasquale Poccianti, si affiancarono numerosi altri progettisti di fama minore, che tuttavia non trovarono particolare riscontro neppure nella carta stampata dell'epoca.
In questo contesto, assai significativo fu il parere dello studioso Pietro Selvatico Estense, il quale, giudicando non molto positivamente il progetto di Matas, contribuì ad estendere il dibattito ben oltre i confini della provincia toscana. Del resto, nel 1843, l'architetto svizzero Giovanni Giorgio Müller formulò ben sei proposte (1843-1844), in parte desunte dall'osservazione del Duomo di Orvieto, che miravano a restituire il presunto aspetto della facciata arnolfiana: una facciata tricuspidale, che, posta a confronto con lo schema monoscupidale di Matas, diede avvio ad una profonda disquisizione sul coronamento di Santa Maria del Fiore. I detrattori della soluzione tricuspidale ritenevano infatti che la costruzione delle cuspidi sulle navate laterali avrebbe danneggiato la visione prospettica della cupola del Brunelleschi.
La questione aveva ormai preso consistenza, ma i moti risorgimentali del 1848 e 1849 impedirono di giungere ad una conclusione. Nel 1851 Perseo Pompeo Faltoni propose un proprio disegno, che tuttavia suscitò le profonde critiche di Mariano Falcini. In questo clima, anche il progetto di Müller trovò un detrattore ufficiale in Coroliano Monti.

### Il primo concorso (1861)

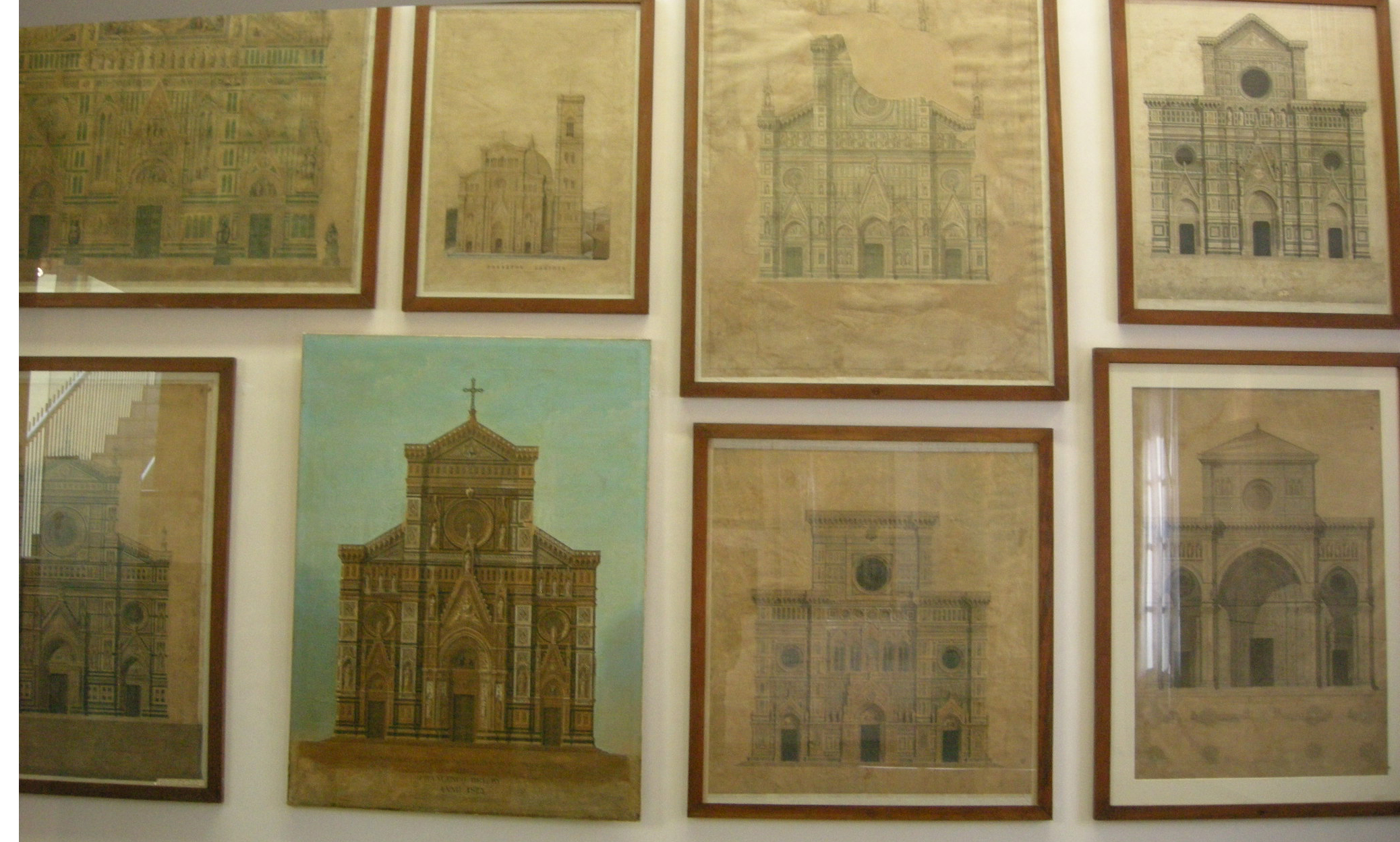
Progetti presentati per il concorso della facciata

Per porre fine alle polemiche, nel 1858 l'Associazione rinacque come "Deputazione promotrice" e attraverso di essa poté essere finalmente indetto un concorso internazionale sotto l'egida di un'autorevole commissione di controllo. Nonostante la cerimonia del tutto simbolica del 22 aprile 1860 in cui re Vittorio Emanuele II pose la prima pietra della facciata, molti anni sarebbero ancora stati necessari prima di avviare i lavori.
Un primo concorso venne annullato il 30 maggio e un bando definitivo fu pubblicato il 10 novembre 1861, con scadenza al 31 dicembre 1862; vi parteciparono, tra gli altri, Marco Treves, Mariano Falcini, Perseo Pompeo Faltoni, il danese Vilhelm Valdemar Petersen, ma numerosi preferirono restare anonimi. La commissione, presieduta da Gaetano Baccani, invece era composta da Alessandro Antonelli, Fortunato Lodi, Errico Alvino, Camillo Boito, Pietro Camporese e Andrea Scala, ognuno in rappresentanza delle principali accademie e città italiane. Malgrado il gran numero di elaborati esaminati, la commissione, che ancora non aveva sciolto il dilemma del coronamento della facciata, non decretò alcun vincitore, limitandosi a segnalare solo alcuni progetti meritevoli.

### Il secondo concorso (1864)

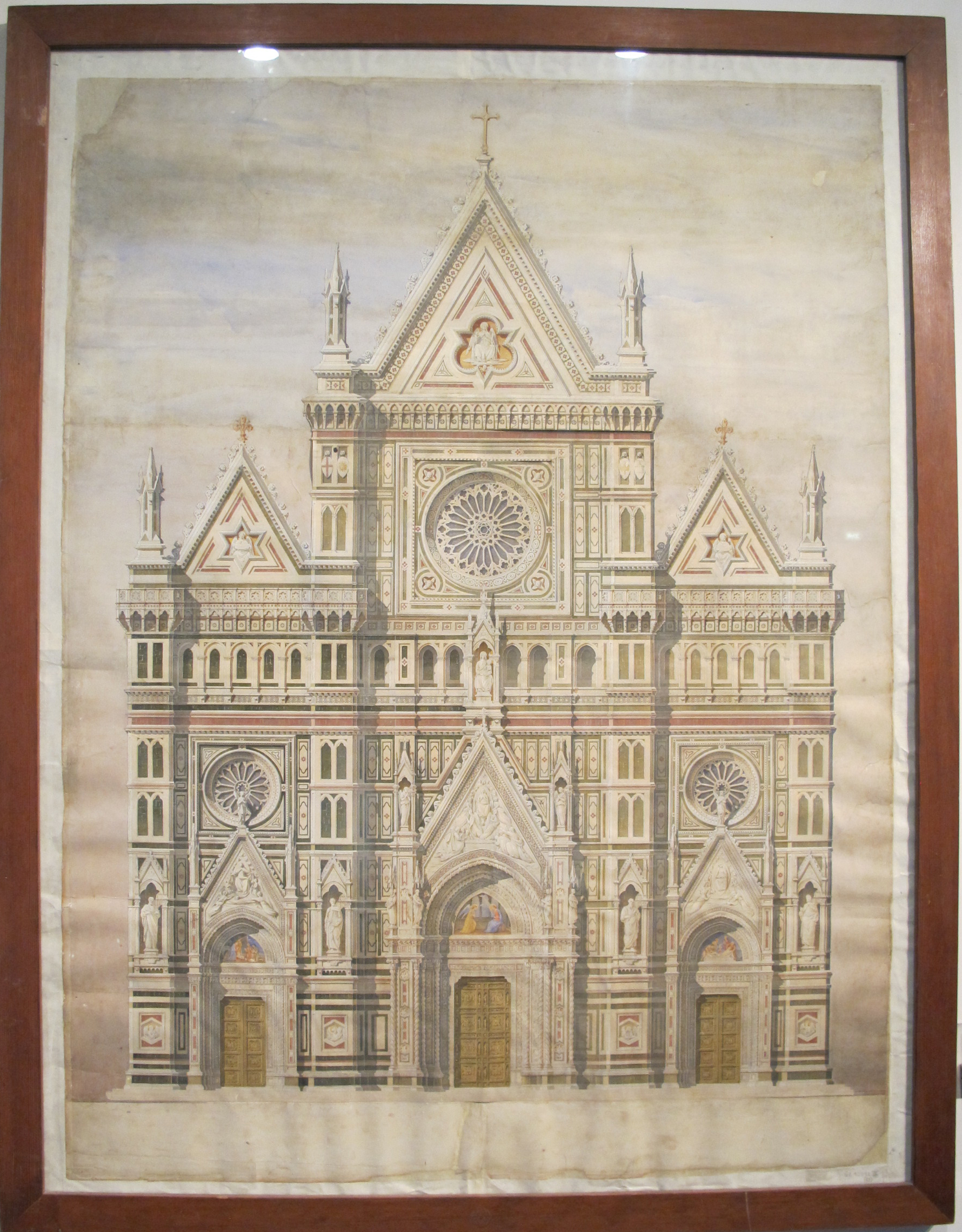
Progetto a tre cuspidi di Emilio De Fabris

Una nuova competizione si svolse nel 1864, con scadenza ad aprile, e per essa giunsero a Firenze i più disparati progetti, da quelli di gusto neogotico d'oltralpe, a quelli più rispettosi dello stile italiano, ad altri di gusto pienamente eclettico tipico dell'epoca. Vi presero parte gran parte dei giudici della prima commissione (ad eccezione di Camporese), due degli artisti premiati nel primo concorso (Falcini e Petersen), oltre a Emilio De Fabris e Antonio Cipolla (questi progetti sono esposti al Museo dell'Opera del Duomo). Dopo una prima analisi preliminare, dei quarantatré disegni presentati, quindici furono ritenuti meritevoli di essere discussi. Vi furono esclusioni illustri, come quelle di Gaetano Baccani e di Alessandro Antonelli.
Il vincitore del secondo concorso fu Emilio De Fabris, con un progetto tricuspidale ispirato al gotico trecentesco (Duomo di Siena, Duomo di Orvieto), ma il risultato fu molto criticato e accese notevoli polemiche in seno alla commissione. Una netta opposizione fu dichiarata da Camillo Boito, il quale, in aperta polemica con i sostenitori delle tre cuspidi e in particolare con il suo antico maestro Pietro Selvatico Estense, attaccò duramente il progetto di De Fabris. Errico Alvino avanzò persino dubbi sull'operato della commissione. Di fronte a queste accuse, la stessa commissione richiese un parere all'architetto francese Eugène Viollet-le-Duc, autore di illustri restauri "in stile" come Notre-Dame e la Sainte-Chapelle, il quale, avanzando le proprie riflessioni sul completamento della facciata, evidenziò i limiti del sistema tricuspidale.

### Il terzo concorso (1865)
Alla luce delle roventi accuse, nel 1865 la commissione definì il regolamento di un terzo concorso, al quale parteciparono dieci invitati del secondo concorso e ventinove concorrenti liberi, con un totale di quarantacinque disegni (alcuni infatti proposero due diverse soluzioni). La scadenza era prevista per luglio, ma in seguito i termini vennero prorogati di ben due anni. L'esito della gara, che vide esclusi in una prima fase artisti di spicco come Matas, Antonelli e Baccani, decretò, ancora una volta, la vittoria di De Fabris. Fu una vittoria annunciata, in quanto la maggior parte dei membri che componevano la commissione si erano detti dichiaratamente favorevoli alla soluzione tricuspidale, proprio a partire dal presidente, Pietro Selvatico Estense. Fu comunque una vittoria risicata, ottenuta col minimo dei voti, che non contribuì a placare le polemiche.
Nel 1867 la Deputazione Promotrice comunicò ufficialmente il risultato all'architetto, che fu successivamente invitato alla messa a punto di tutti i dettagli. Questa operazione impegnò De Fabris per due anni, durante i quali l'architetto accolse i suggerimenti di Pietro Selvatico, oltre alle indicazioni del filosofo Augusto Conti per quanto concerne la definizione dell'apparato ornamentale. Il progetto definitivo, oramai compromesso da troppi pareri, troppe correzioni e molteplici desideri, fu approvato nel 1870 e il 4 luglio del medesimo anno De Fabris fu nominato "Architetto della facciata di Santa Maria del Fiore".

### Gli strascichi polemici

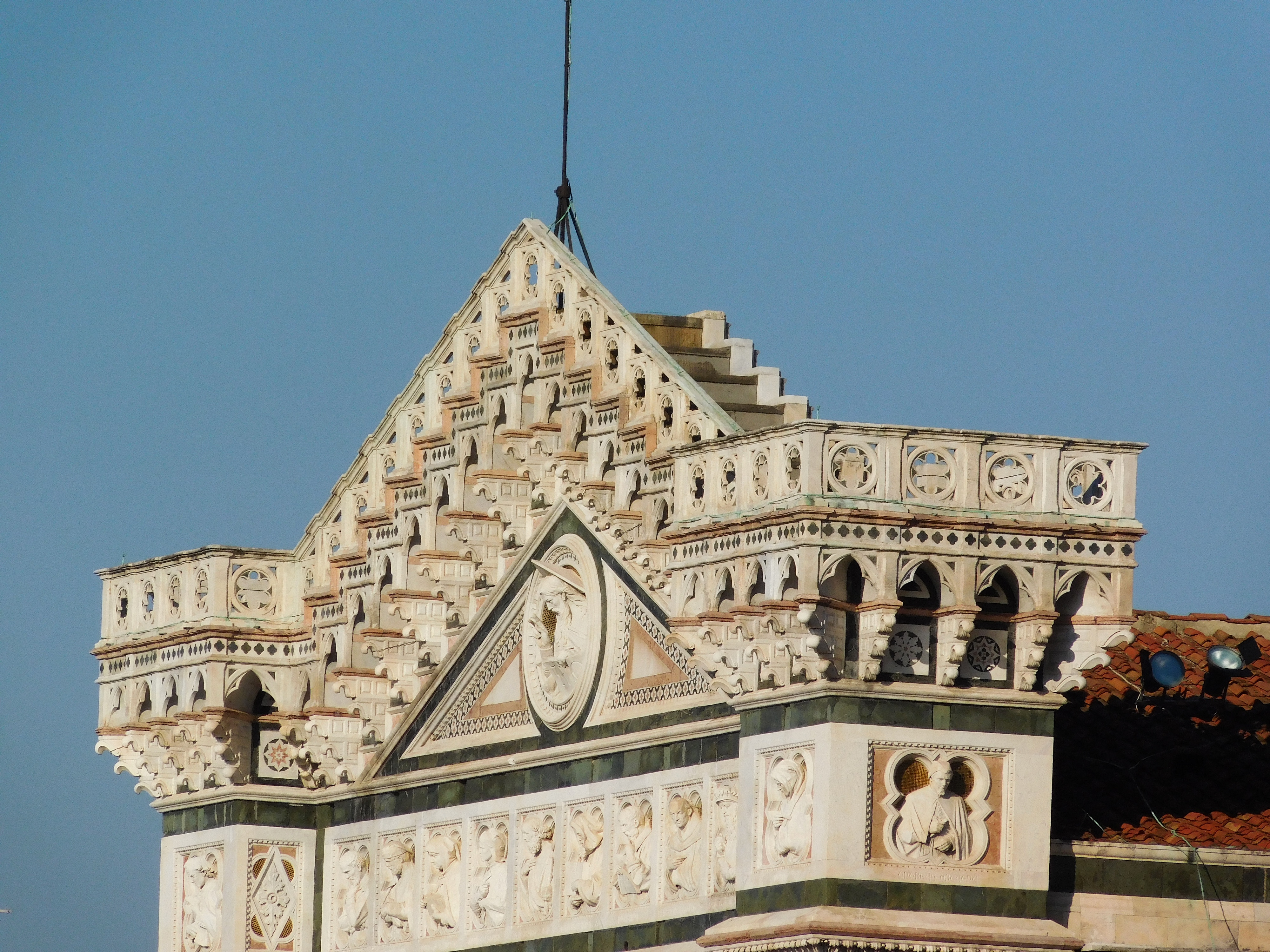
Il ballatoio "della discordia"

In ogni caso diversi architetti continuarono a presentare proposte alternative; in tutta risposta, nel 1873, De Fabris mise mano al disegno, affiancando, alla soluzione tricuspidale, un prospetto caratterizzato da un coronamento basilicale. Malgrado l'incertezza legata alla tipologia di coronamento, i lavori iniziarono nel 1876 secondo il disegno vincitore e furono completati da Luigi Del Moro, il quale subentrò nel cantiere alla morte di De Fabris. Per dirimere la questione sul coronamento a cuspide o di tipo basilicale si arrivò ad erigere entrambe le versioni contemporaneamente, facendo poi decidere ai fiorentini stessi tramite un referendum popolare. Della singolare facciata in opera durante la fase "dell'indecisione" resta una fotografia d'epoca, oltre a disegni e stampe. 
Una tale esacerbata polemica non si può giustificare solo con considerazioni di carattere estetico, infatti vi erano in campo aspetti simbolici che ne facevano un problema nazionale, soprattutto da quando Firenze era capitale d'Italia. Il pensiero positivistico, essenzialmente laico, appoggiava infatti la forma basilicale, mentre i cattolici più tradizionalisti sostenevano la scelta tricuspidata di matrice più spiccatamente gotica: sullo sfondo i conflitti tra Stato e Chiesa culminati con la breccia di Porta Pia (1870).
Come era prevedibile, anche per l'evolversi della situazione politica, fu infine scelta la versione con il ballatoio.

### La costruzione

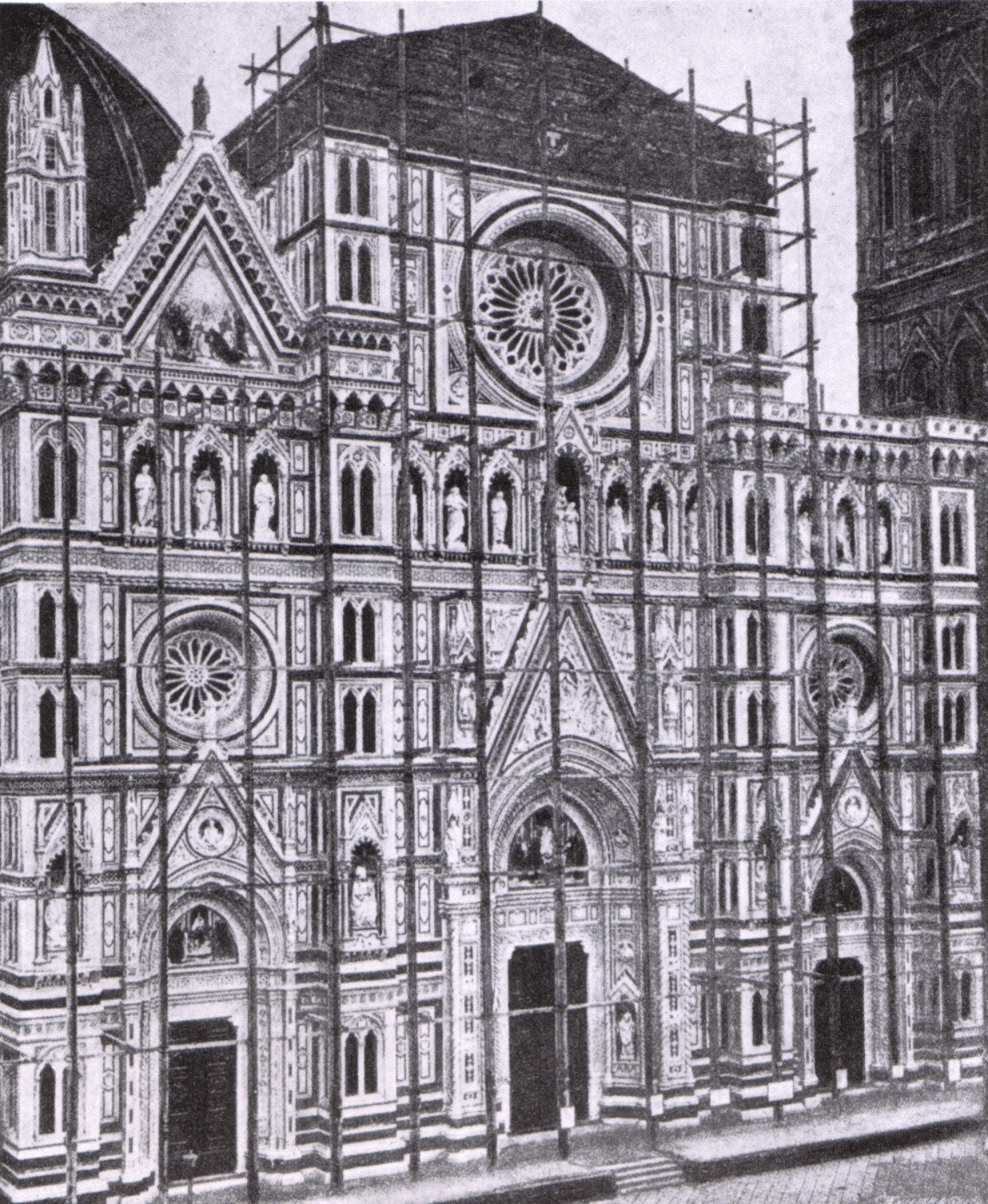
Le due versioni di coronamento delle navate, temporaneamente affiancate in attesa di una decisione

Negli anni successivi la costruzione della facciata procedette in maniera continuativa, nonostante le periodiche sottoscrizioni rese necessarie dalle difficoltà economiche: gli stemmi e i nomi che decorano la facciata appartengono ai numerosi benefattori dell'impresa. Il 5 dicembre 1883 la facciata veniva presentata al pubblico quando l'architetto De Fabris era ormai morto (3 giugno), ma bisognò aspettare fino al 12 maggio 1887 per l'inaugurazione ufficiale con le autorità.
La struttura a marmi policromi (definita da Enzo Carli «uno degli episodi tragici del cantiere della cattedrale») si armonizza cromaticamente con gli edifici vicini, campanile e battistero, ma tradisce la sua modernità nell'accentuata ricchezza decorativa, tipicamente ottocentesca. Inoltre, rispetto ai fianchi della cattedrale, fu utilizzata una proporzione maggiore di marmo rosso di Siena, per motivi patriottici legati al tricolore della appena riunificata Italia.
La decorazione scultorea e la realizzazione delle porte bronzee richiese un ulteriore ventennio, coordinata da Luigi Del Moro. Il tema dominante della decorazione riprende quello della primitiva facciata arnolfiana, è il tributo a Maria come intermediaria della Salvezza, connesso al ciclo del campanile di Giotto, ovvero il Cristianesimo come motore della storia umana; il tutto fu elaborato con la collaborazione dello storico e intellettuale cattolico Augusto Conti, docente di filosofia all'Università di Firenze. La parte da leone, per quanto riguarda la scultura, la fece Augusto Passaglia, un artista di secondo piano, che poté comunque contare sull'influente intervento nella curia fiorentina del cugino Carlo Passaglia, membro della Compagnia di Gesù, il cui ritratto si ritrova anche nel battente sinistro della porta maggiore del duomo. Il piano decorativo mostra i santi e i soggetti delle Sacre Scritture uniti a una vera e propria galleria di uomini illustri (artisti, letterati, scienziati e politici), che si distinsero in nome della fede. Vi parteciparono numerosi artisti, documentando l'evoluzione della cultura figurativa italiano di fine Ottocento in tutte le sue correnti, dal purismo al realismo e al primo simbolismo.

La parte inferiore della facciata con i portali

Nel frontone sul portale centrale è collocata una statua di Tito Sarrocchi con Maria in trono con uno scettro di fiori. Nelle nicchie dei contrafforti si trovano, da sinistra, le statue del cardinale Valeriani, del vescovo Agostino Tinacci, di papa Eugenio IV che consacrò la chiesa nel 1436 e di sant'Antonino Pierozzi, vescovo di Firenze. Nel timpano della cuspide centrale la Gloria di Maria di Augusto Passaglia e nella galleria la Madonna col Bambino e i Dodici Apostoli di Tito Sarrocchi. Alla base del coronamento, oltre il rosone, i riquadri con i busti dei grandi artisti del passato e al centro del timpano un tondo col Padre Eterno, pure del Passaglia.
Le tre grandi porte bronzee di Augusto Passaglia (la maggiore centrale e quella laterale sinistra) e di Giuseppe Cassioli (quella di destra) risalgono al periodo dal 1899 al 1903 e sono decorate con scene della vita della Madonna. Quella di Cassioli in particolare fu opera molto sofferta: avendo nei lunghi anni di lavoro subìto vessazioni, disgrazie e miseria, nel lasciarci il suo autoritratto in una delle testine del battente destro, volle raffigurarsi con una serpe intorno al collo nell'atto di soffocarlo.
Le lunette a mosaico sopra la porta furono disegnate da Nicolò Barabino e raffigurano (da sinistra): La Carità fra i fondatori delle istituzioni filantropiche fiorentine, Cristo in trono con Maria e san Giovanni Battista e Artigiani, mercanti e umanisti fiorentini rendono omaggio alla Vergine.

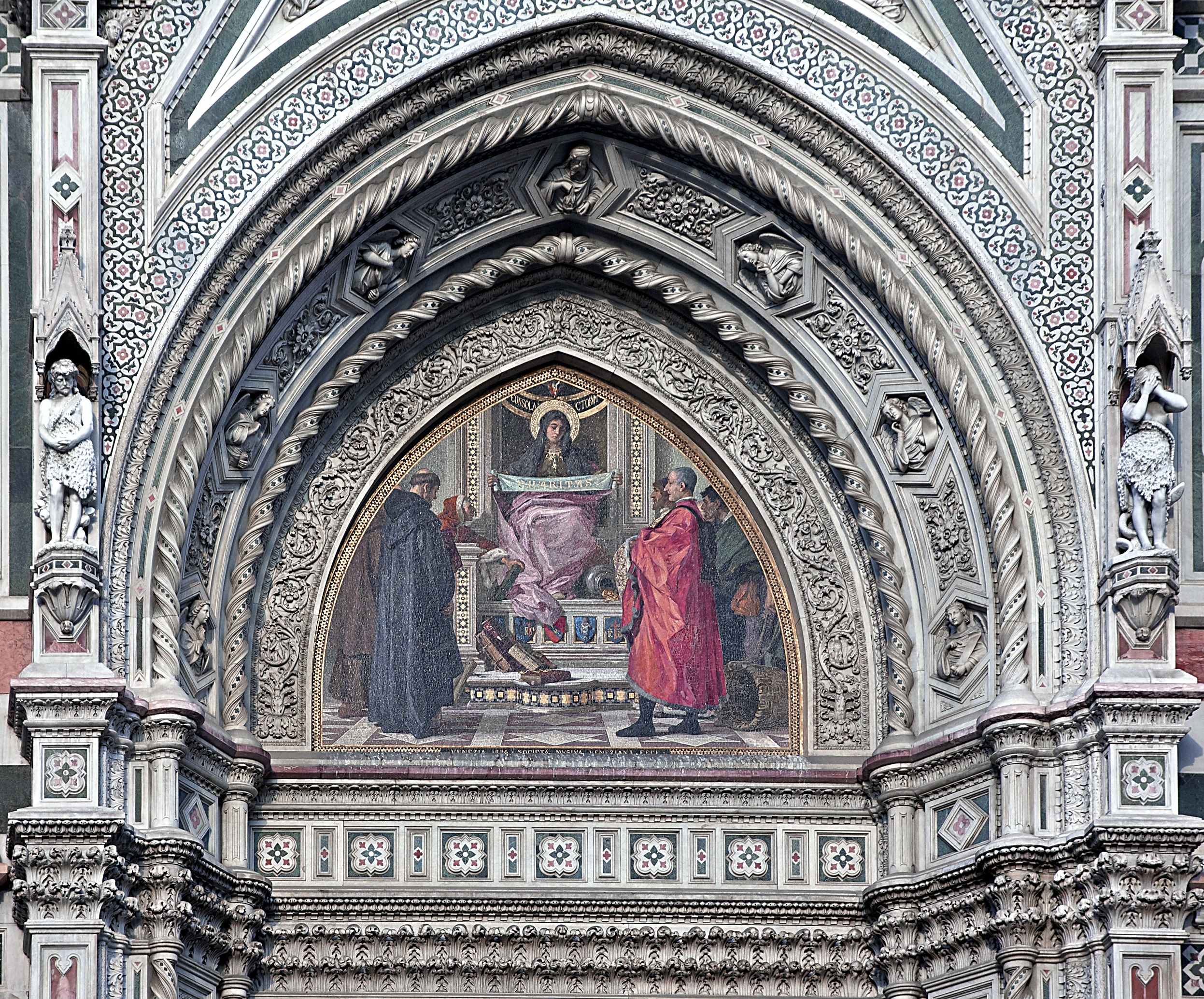
Mosaico della lunetta di sinistra
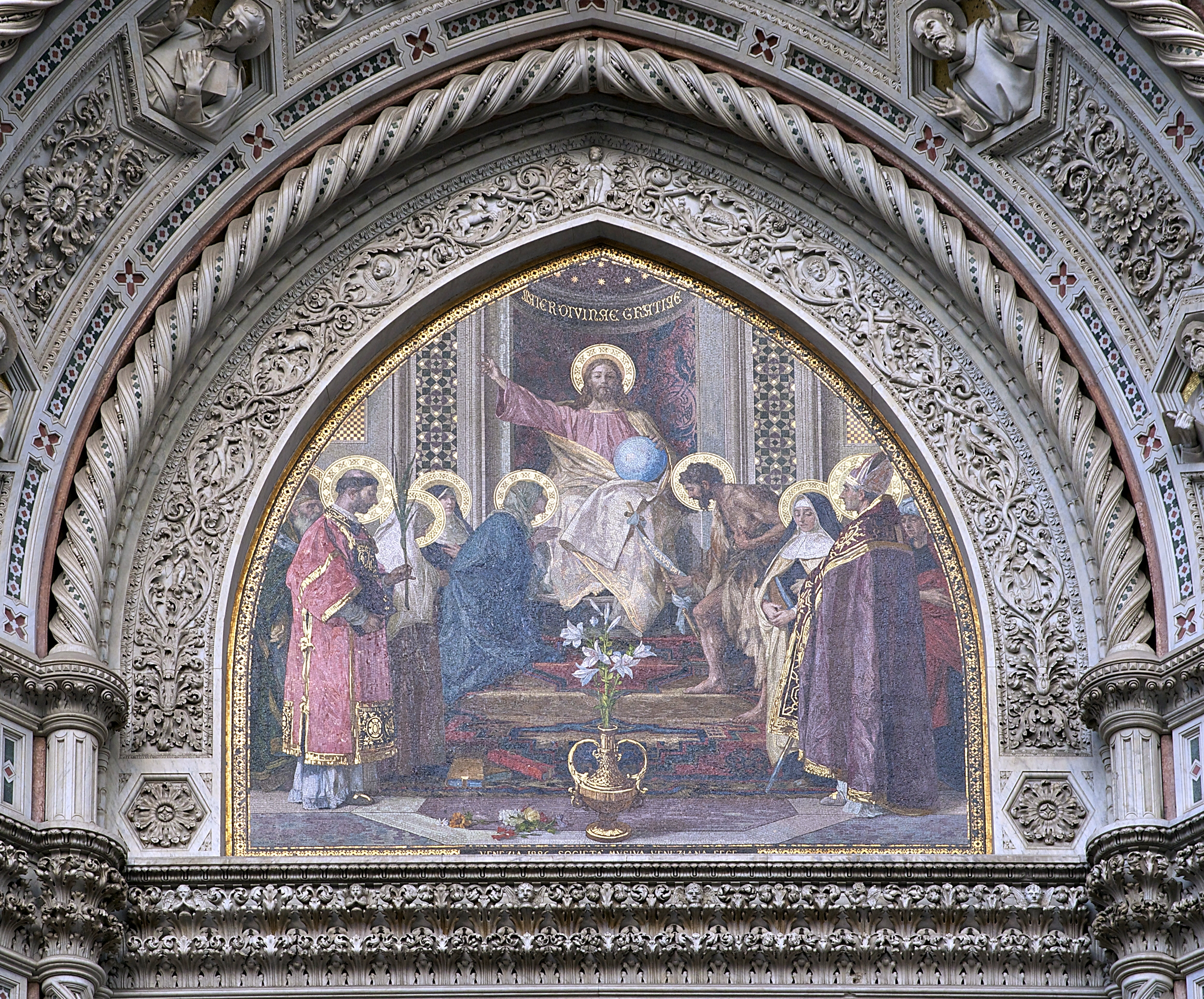
Mosaico della lunetta del portale centrale
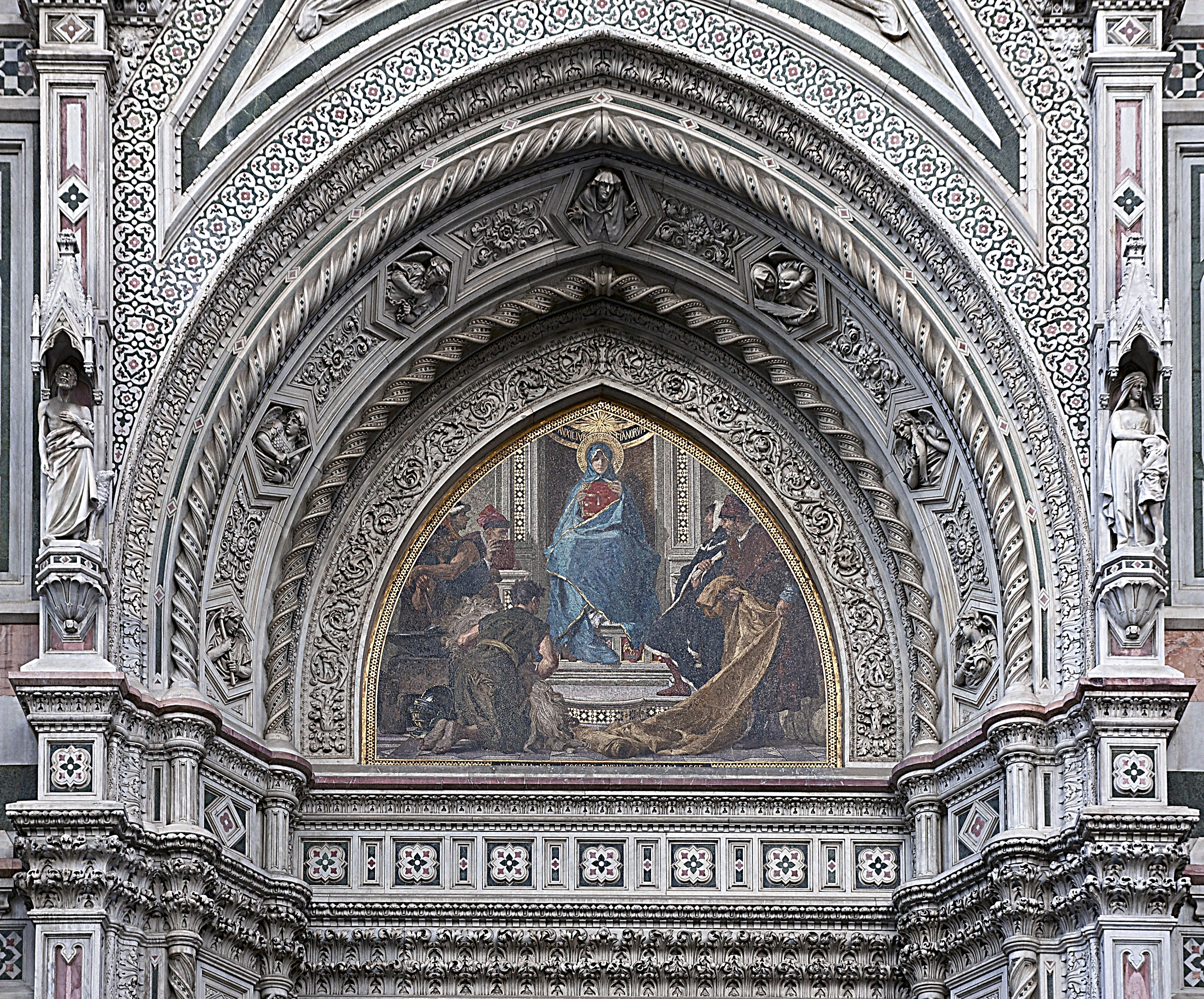
Mosaico nella lunetta del portale destro
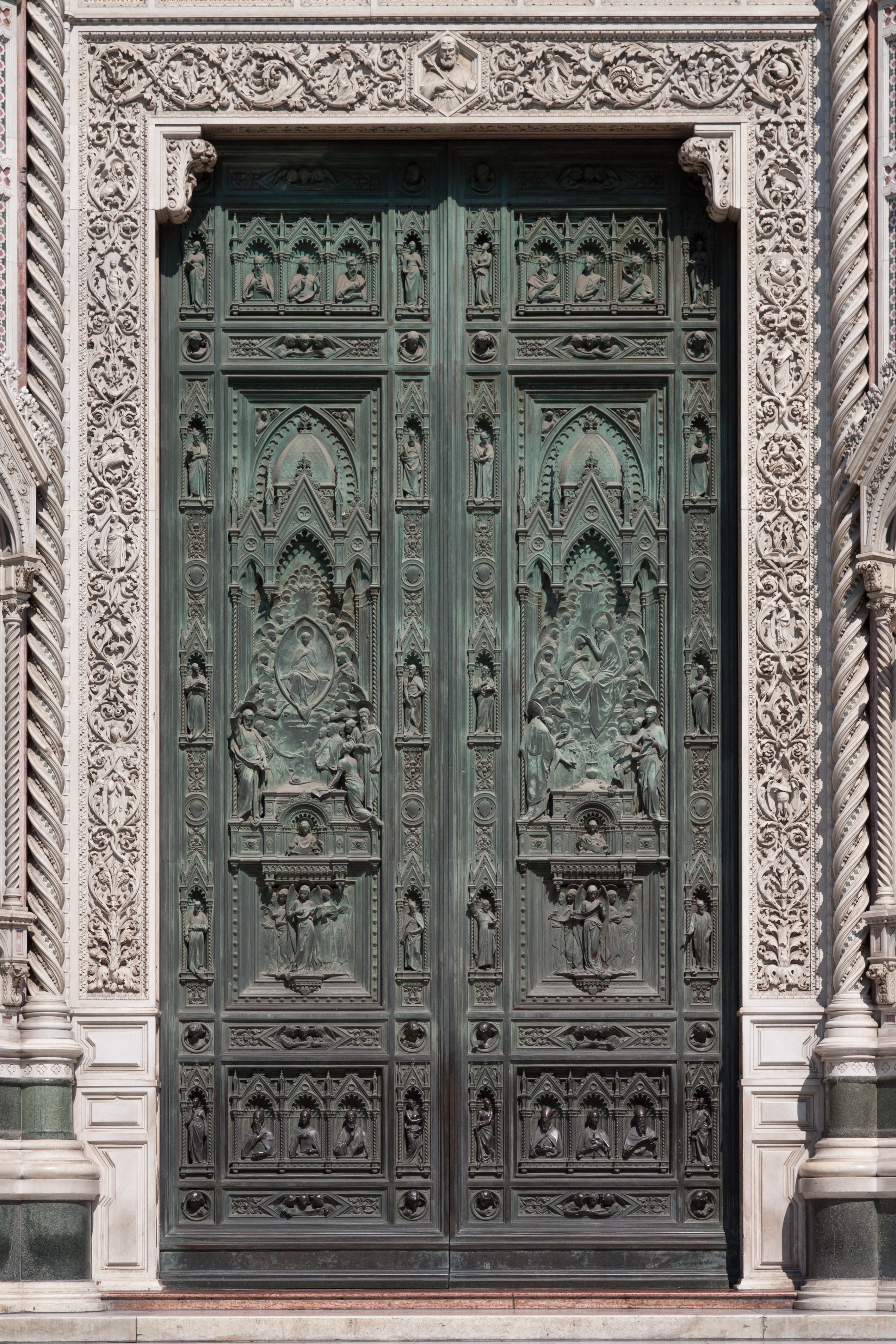
I battenti del portale centrale
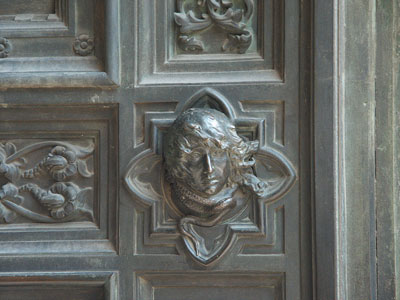
Autoritratto di Giuseppe Cassioli, soffocato da una serpe
Madonna col Bambino, di Tito Sarrocchi
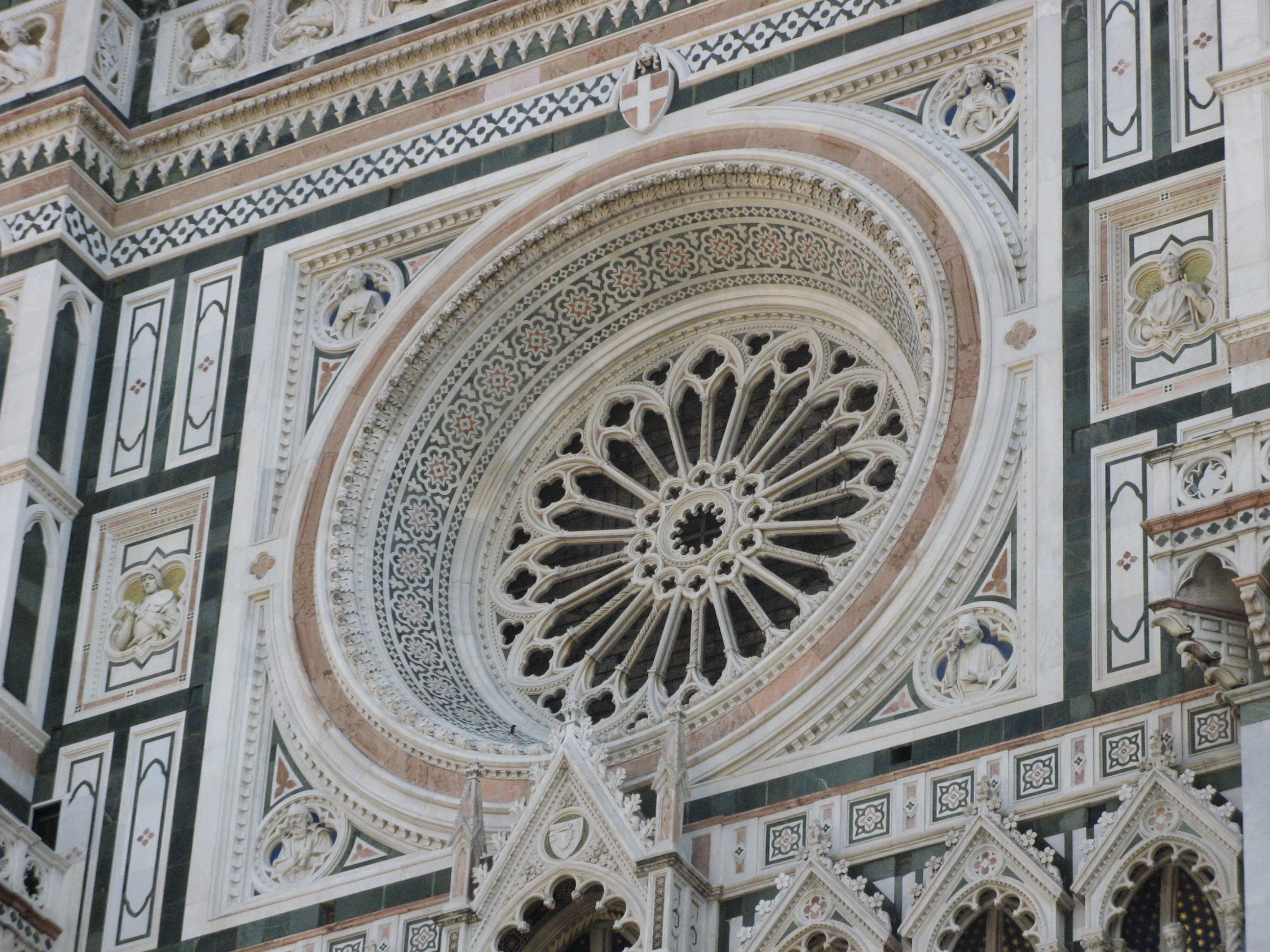
Rosone